# Le Saillant d'Allassac
Le Saillant d'Allassac est un lieu-dit français situé dans le département de la Corrèze, en région Nouvelle-Aquitaine. Il appartient au village du Saillant, qui a la particularité d'être partagé entre les communes d'Allassac, de laquelle il dépend administrativement, et de Voutezac.

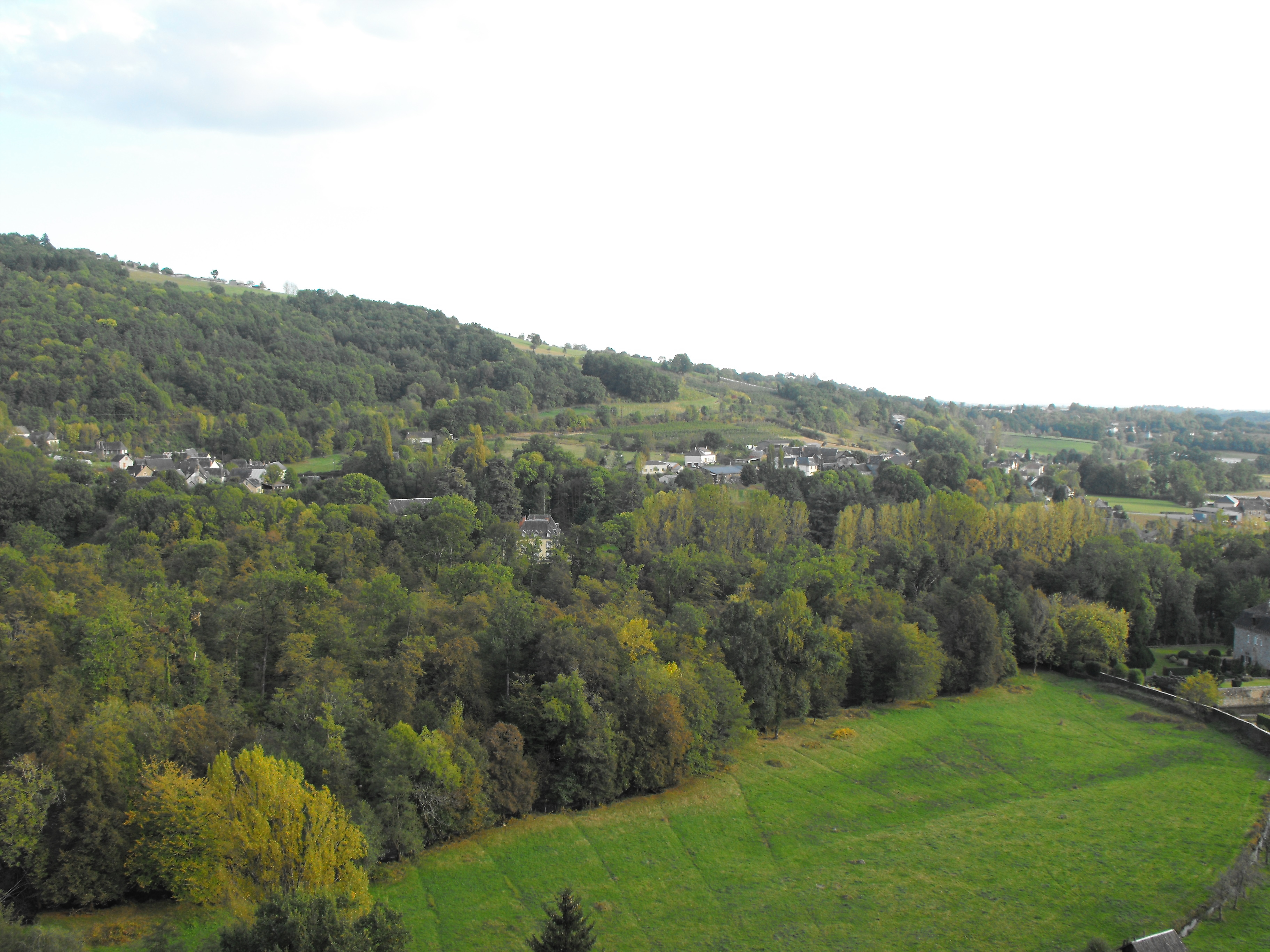
Le Saillant d'Allassac vu depuis La Bontat

## Situation
Il est situé à 2 km d'Allassac, 4 km de Voutezac, 20 km de Brive-la-Gaillarde (par Saint-Viance) et 6 km d'Objat par la montagne.

## Historique

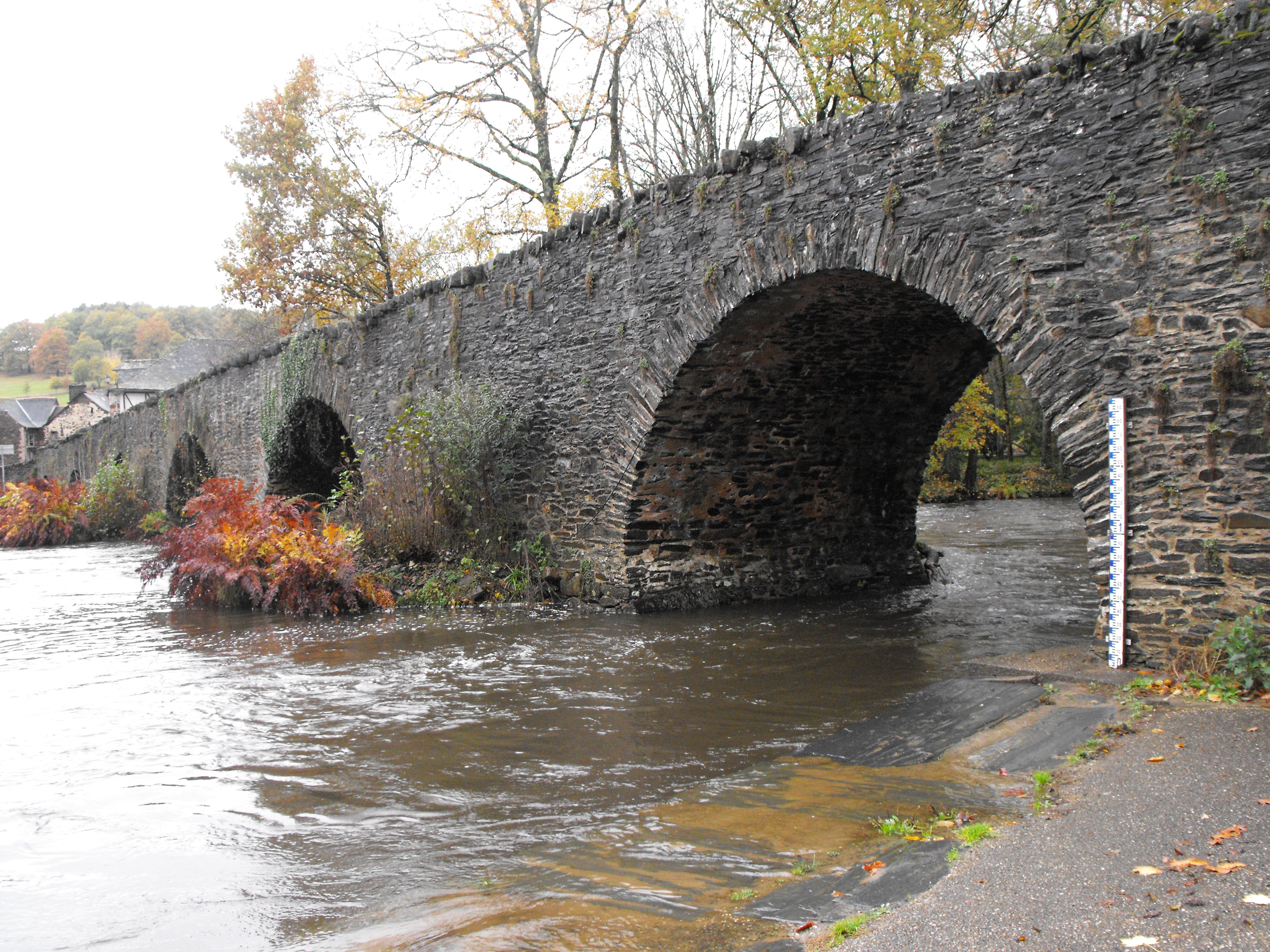
à droite les arches appartenant à Allassac

Autrefois village royal, Le Saillant est actuellement partagé par deux communes : Allassac et Voutezac. Les délimitations de cet ancien village sont données par le cours de la Vézère. Le pont médiéval du XIVe siècle qui enjambe la Vézère (d'une largeur de 75 mètres à cet endroit où se terminent les gorges de la Vézère) est composé de 6 arches réparties sur les 2 communes : 4 arches sur la commune de Voutezac et 2 arches sur celle d'Allassac.

## Composition
Le Saillant d'Allassac est composé des hameaux suivants : les Pierres blanches, la Jugie, la Plaine, la Pialeporchie, le Saillant Vieux et la Reynie.

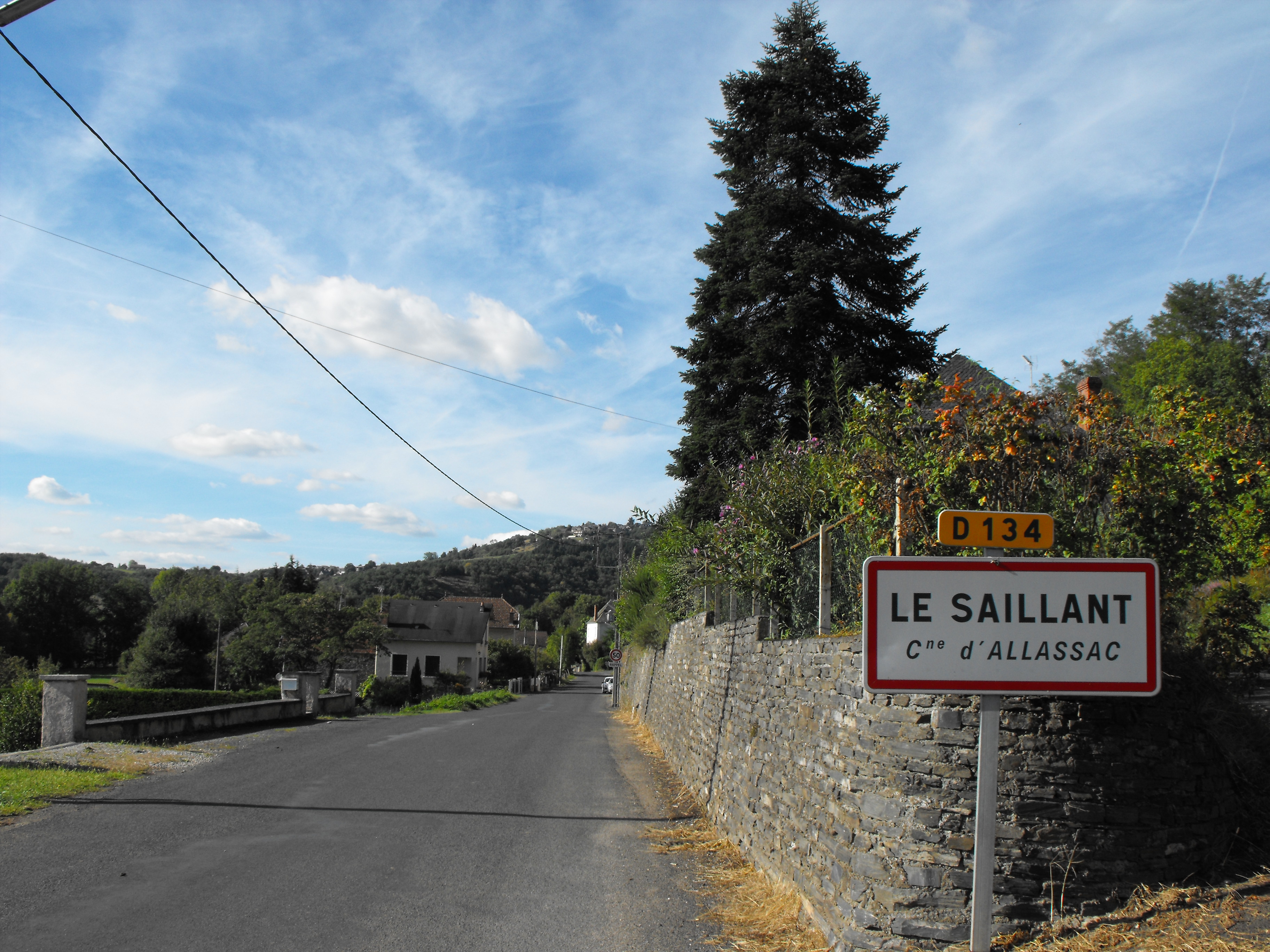
En venant d'Allassac
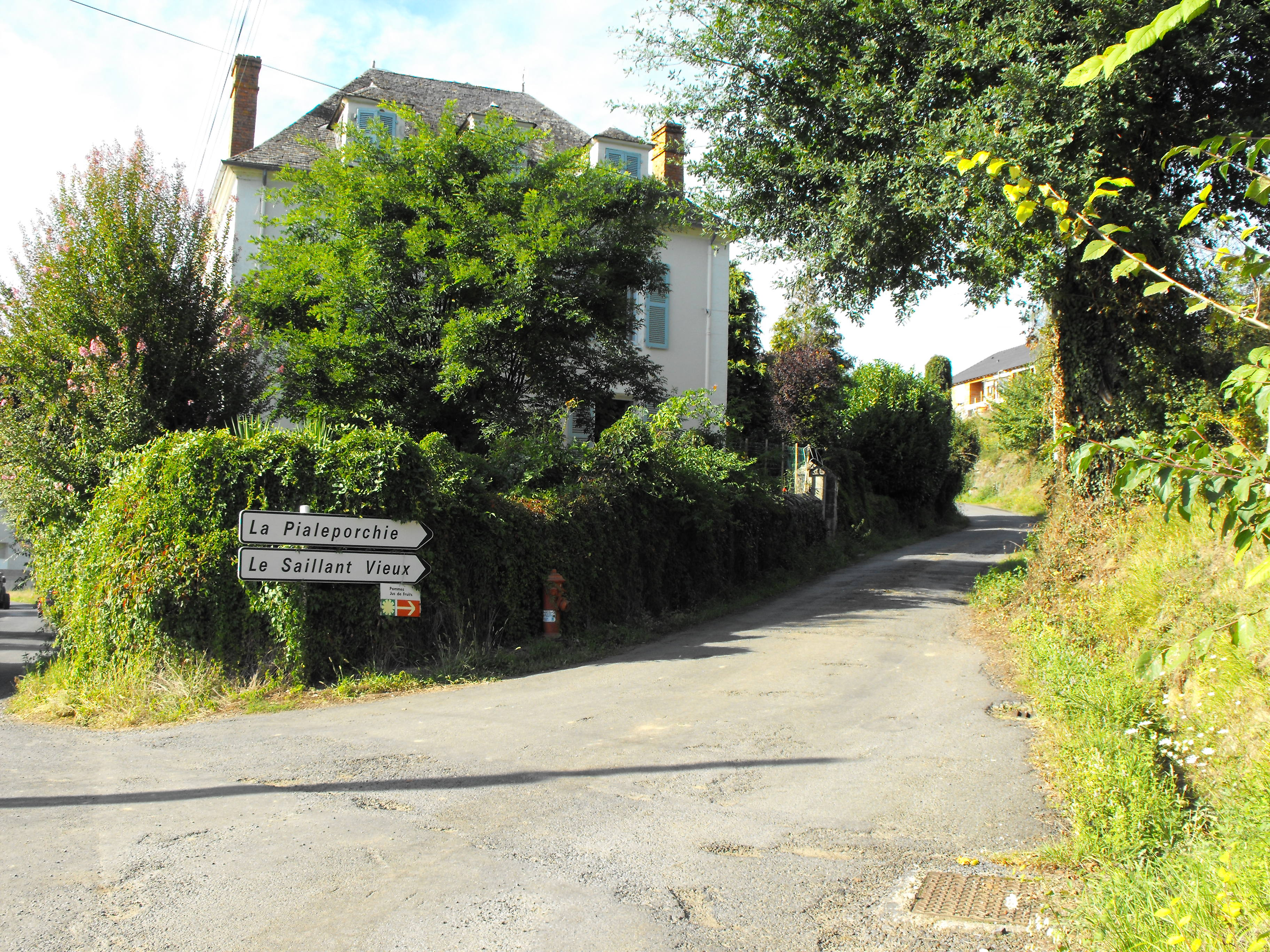
L'entrée de la Pialeporchie
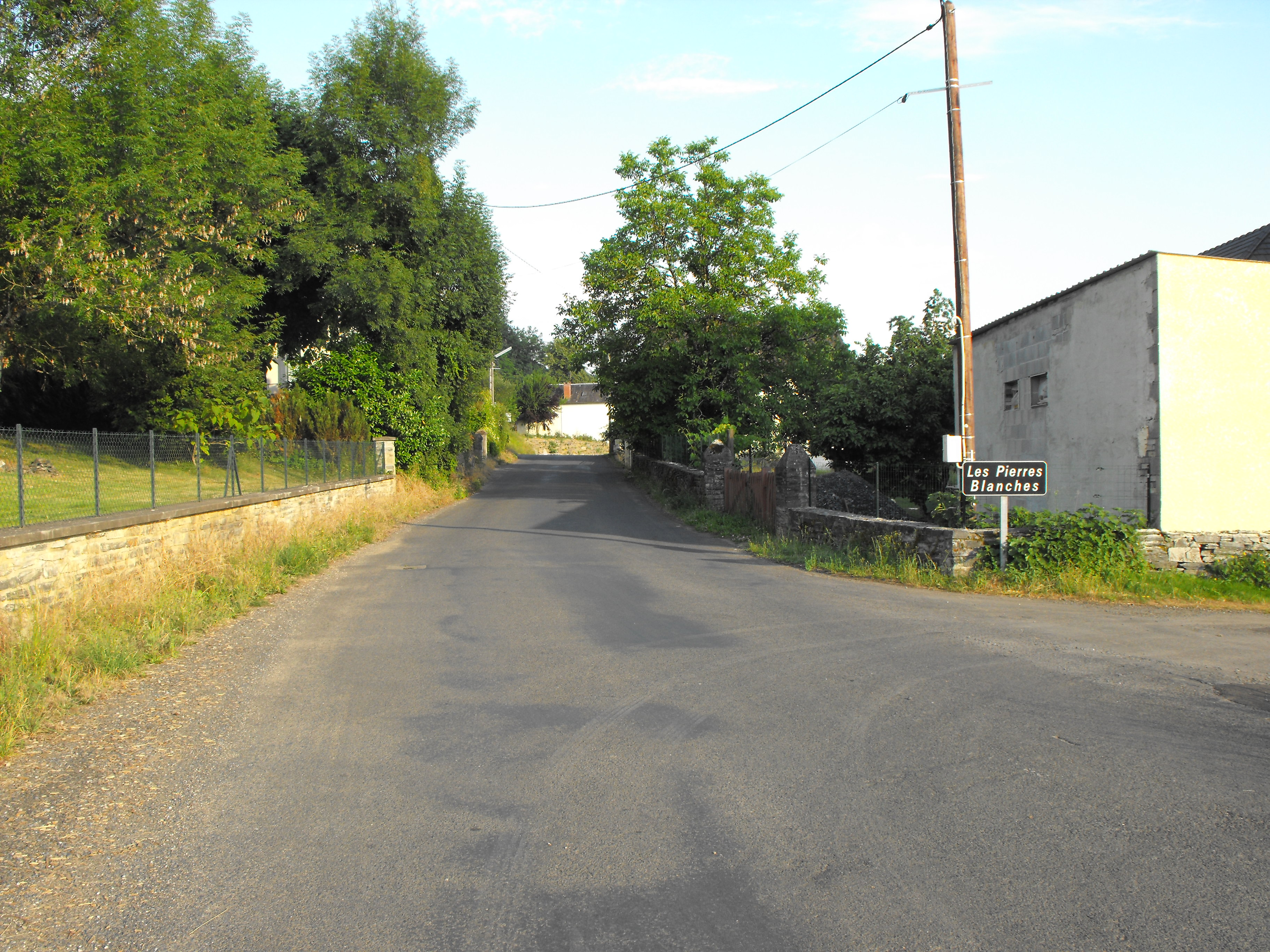
Les Pierres blanches
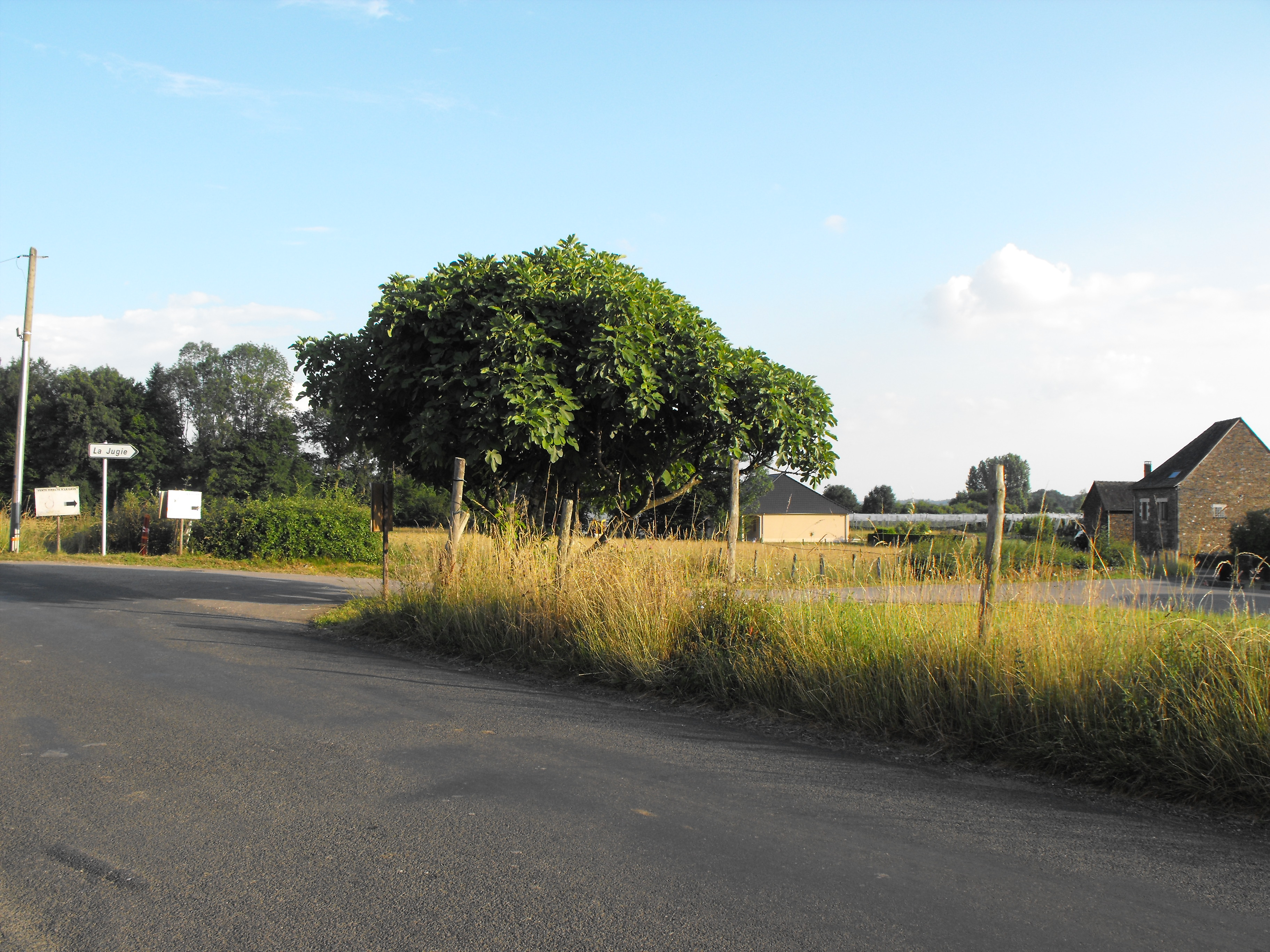
La Jugie
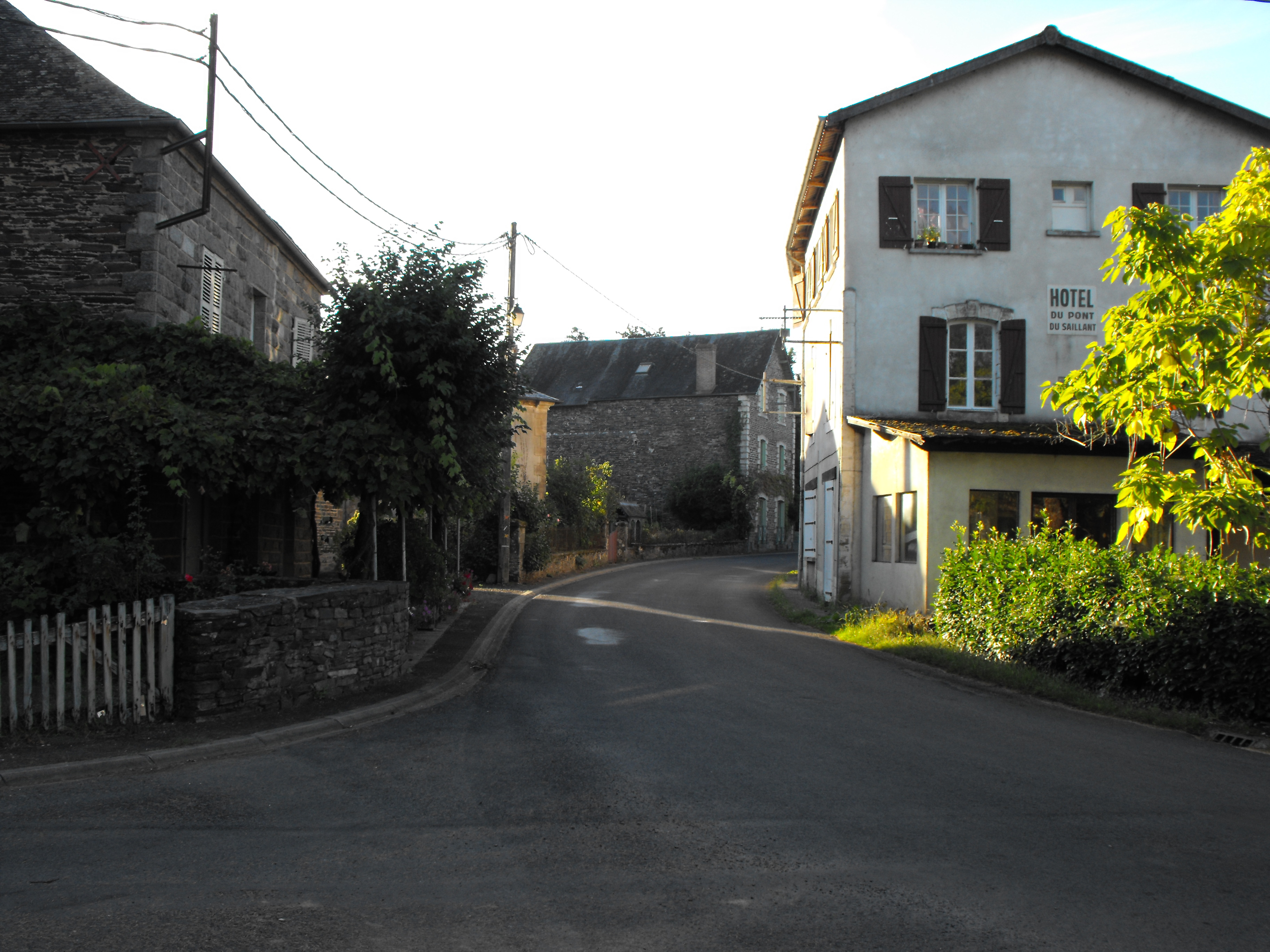
La rue principale
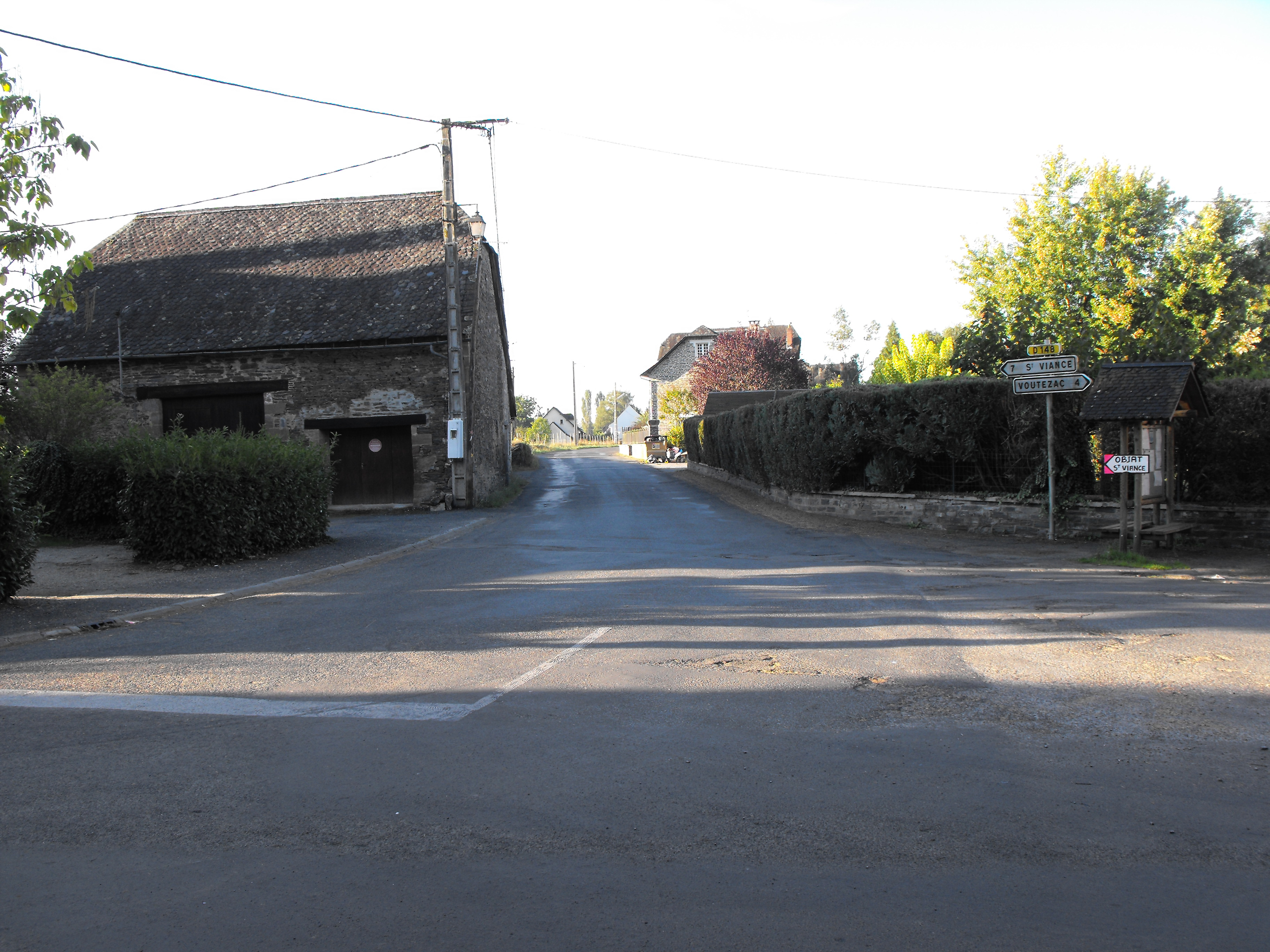
En direction de la plaine et Brive-la-Gaillarde
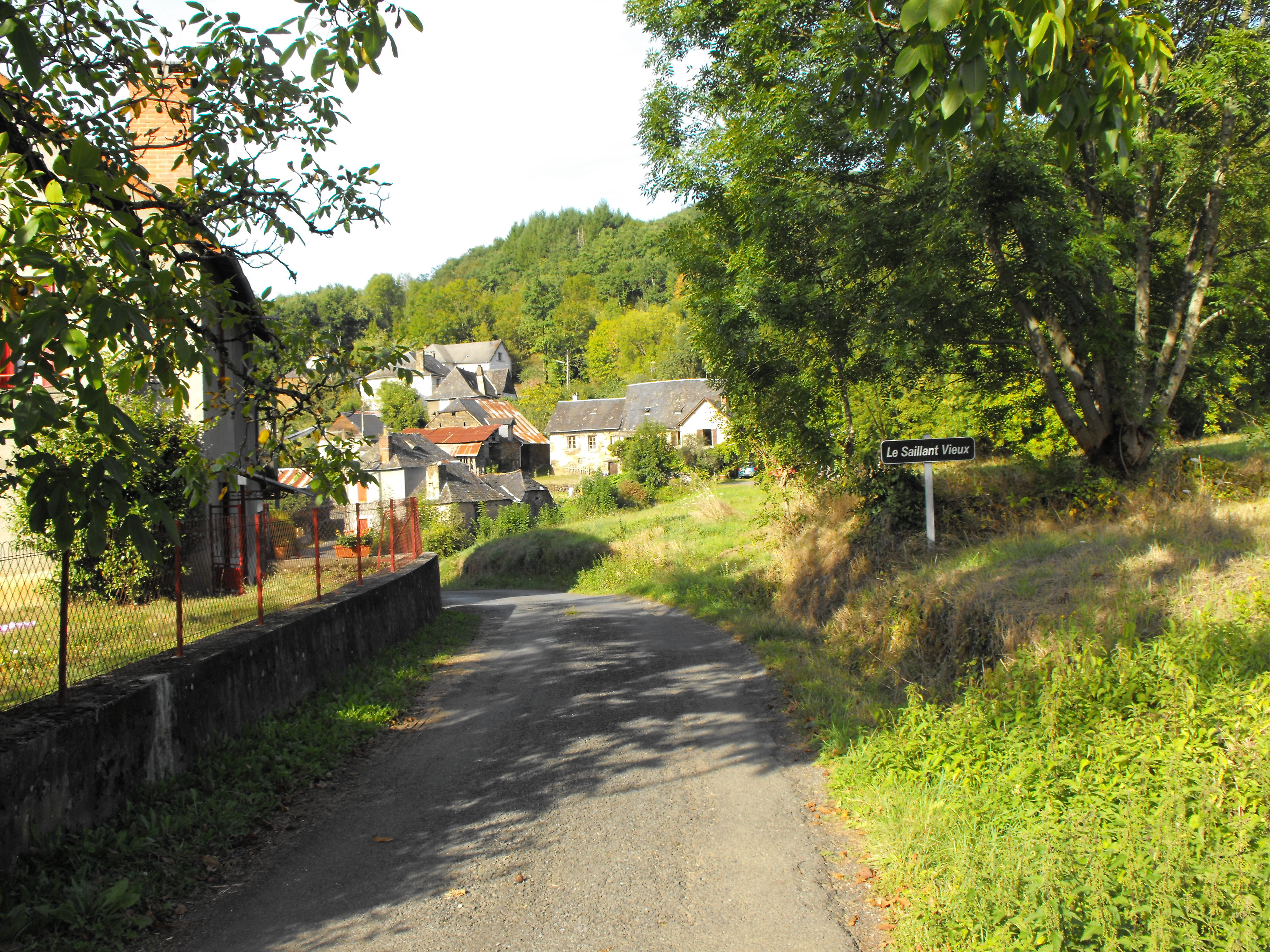
Le Saillant Vieux côté Pialeporchie
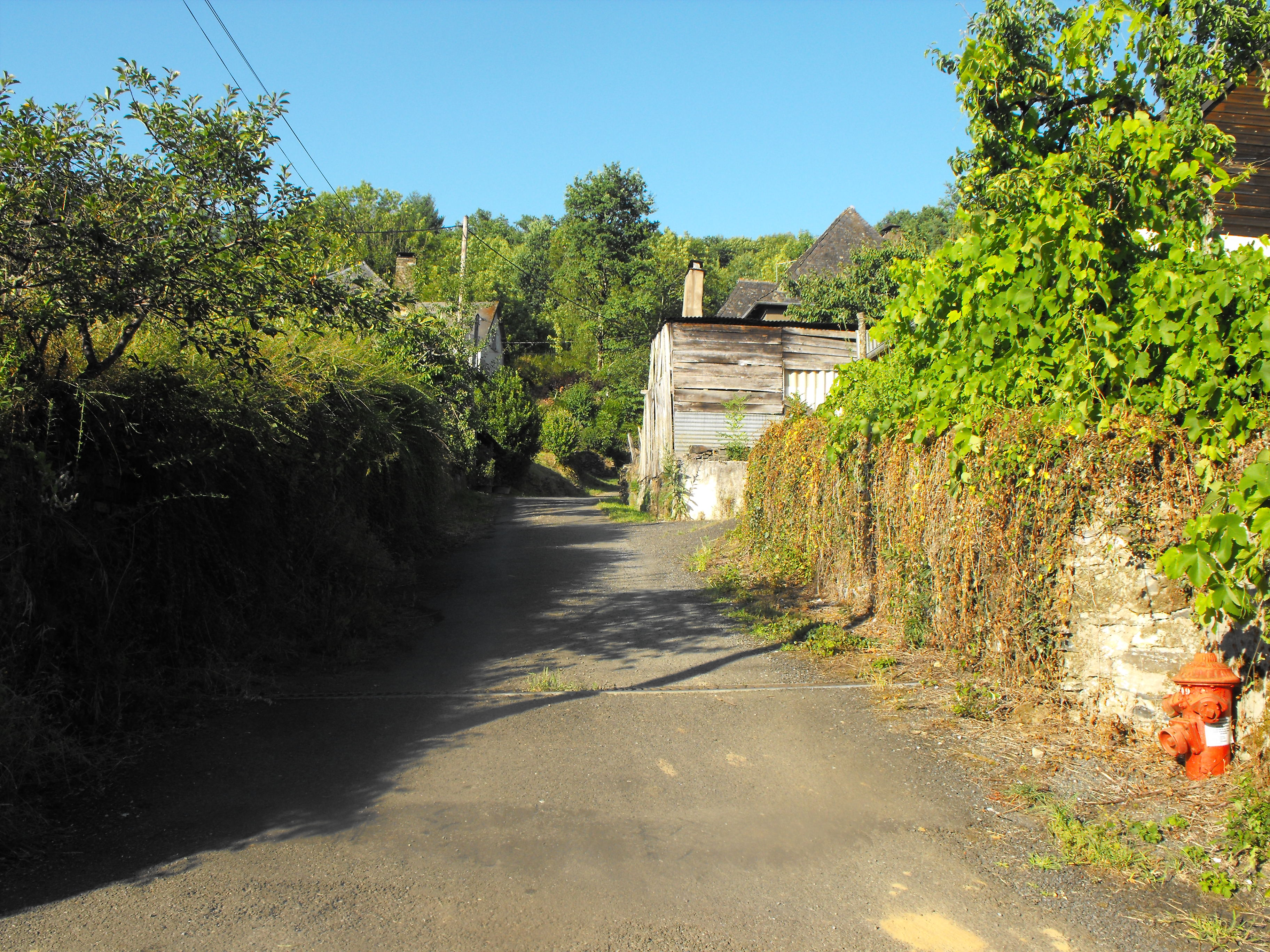
La Reynie

## Particularités
Quelques particularités du Saillant d'Allassac :
- La maison des Lasteyrie (ou château du Saillant Vieux) est une demeure bourgeoise du XIXe siècle.
- Le four à pain de La Pialeporchie, rénové et inauguré le 10 septembre 2000. Toiture à 2 pentes et pignons, cul de four en abside indépendante.
- Le four à pain du Saillant Vieux. Toiture à 2 pentes et pignons, cul de four et avant four intégrés dans un même volume.
- Du vieux four de La Reynie, il ne reste que des ruines.
- Les vieux lavoirs, alimentés par un ruisseau descendant de La Roche et se jetant dans la Vézère, ne sont plus utilisés, actuellement, que pour l'irrigation des jardins.
- Le 1er août de chaque année, les amis du Saillant Vieux se réunissent autour du vieux four pour y cuire le pain, les pommes de terre et la viande.
- La culture de la vigne est toujours vivace, chaque maison se doit de posséder sa treille, et parfois un pressoir.
- Sur le chemin de la Vézère, on remarquera, en contrebas, un moulin à l'abandon.

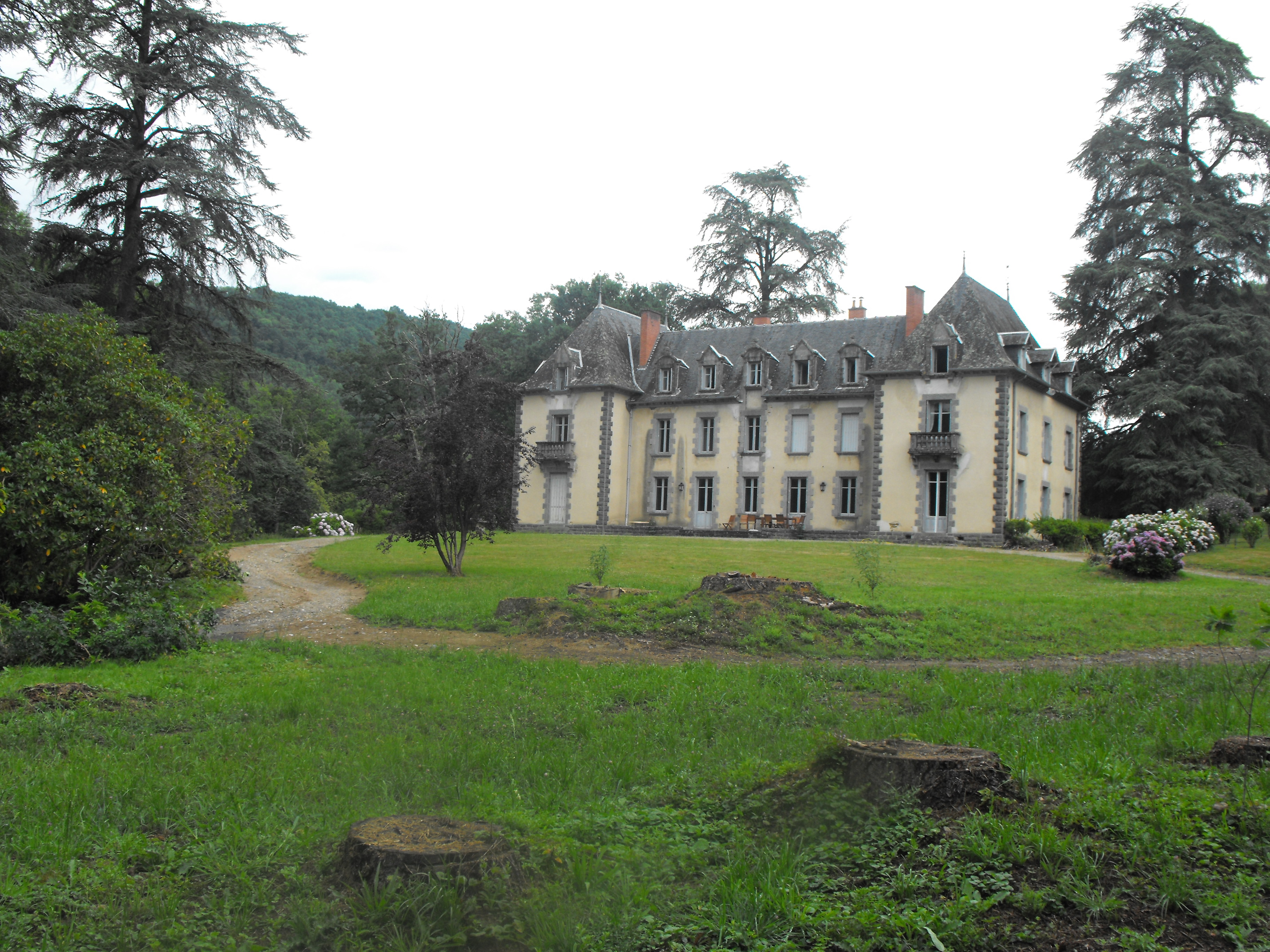
Maison bourgeoise au Saillant Vieux
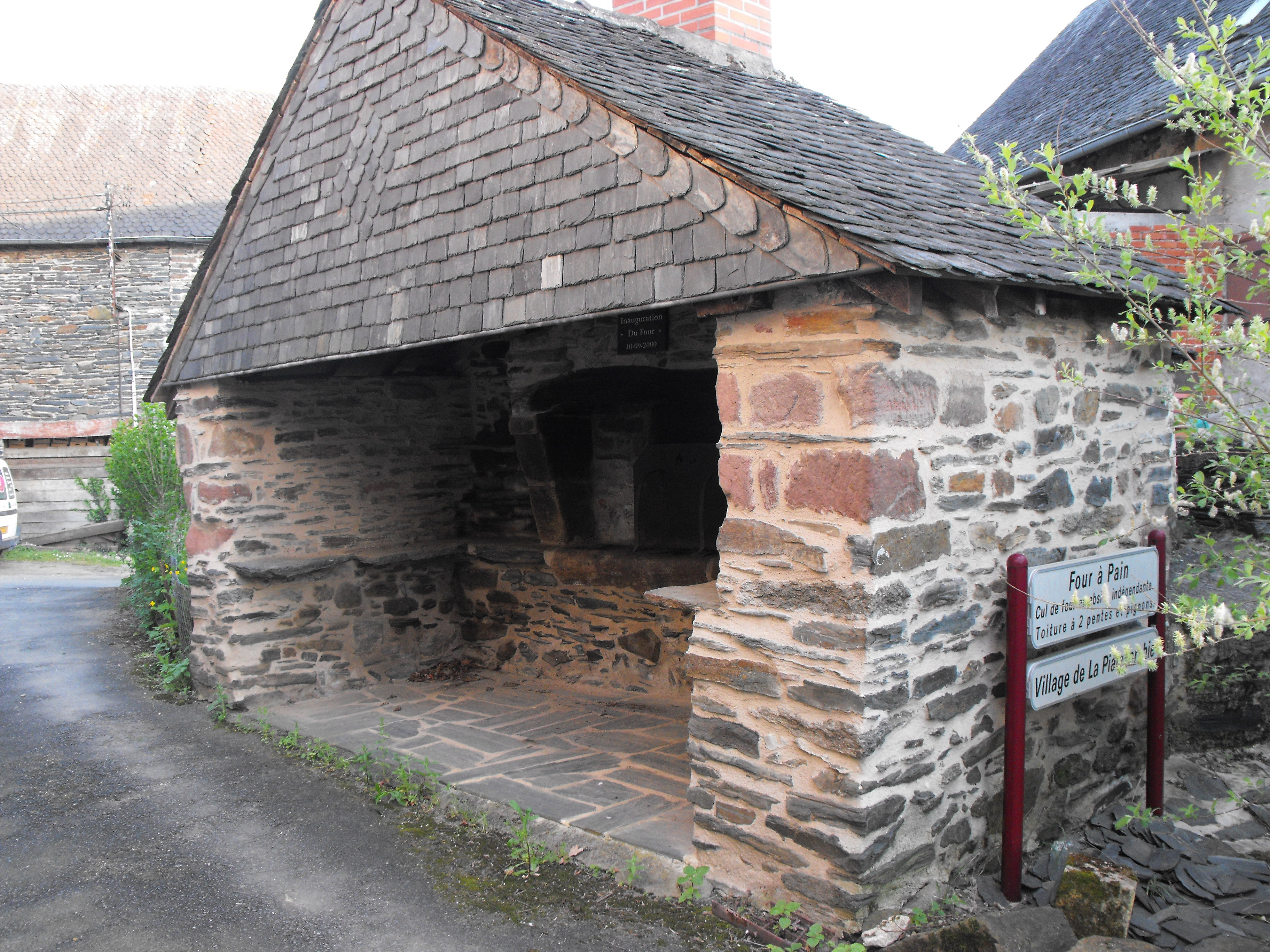
Four à pain à la Pialeporchie
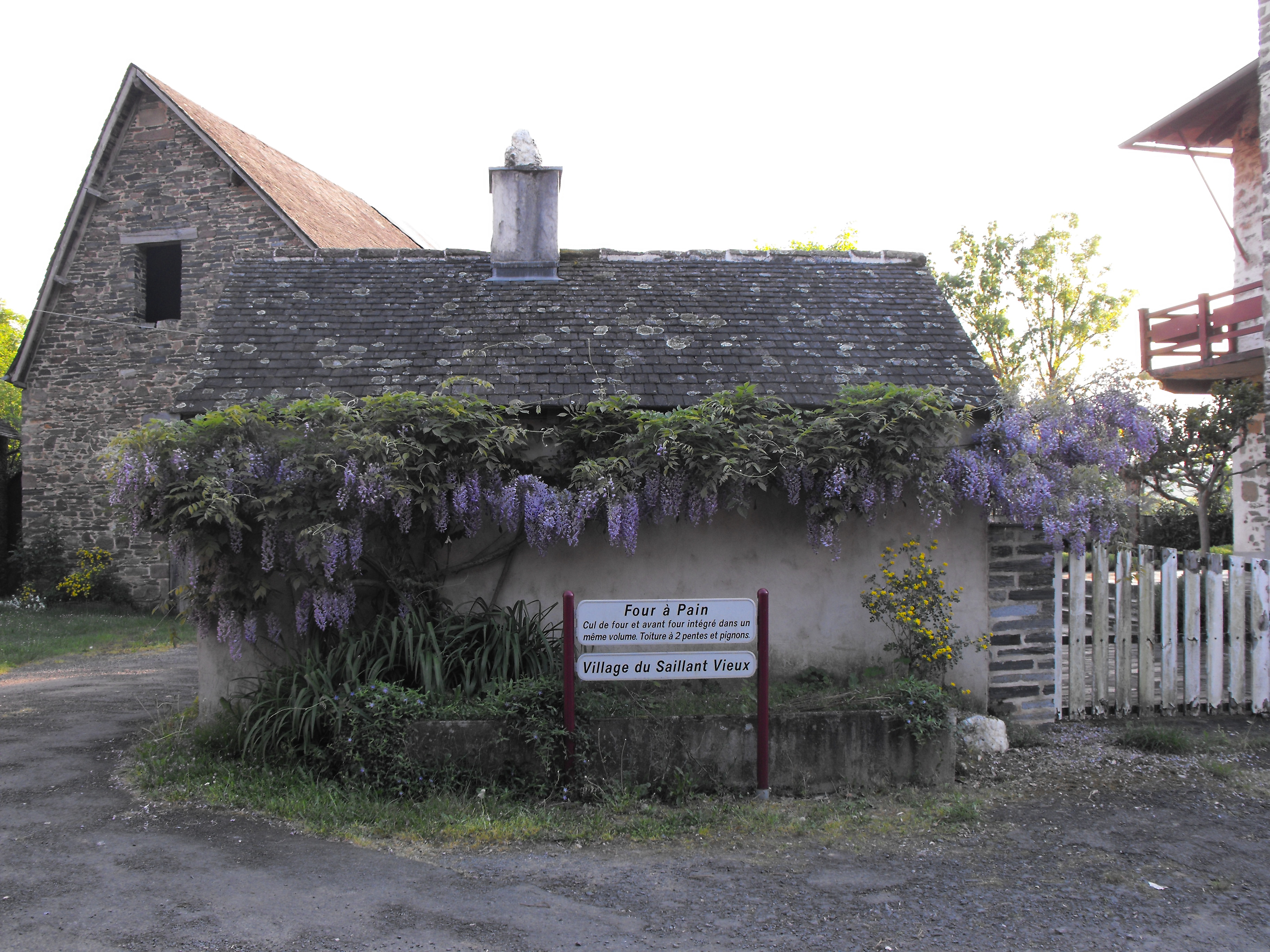
Four à pain au Saillant Vieux
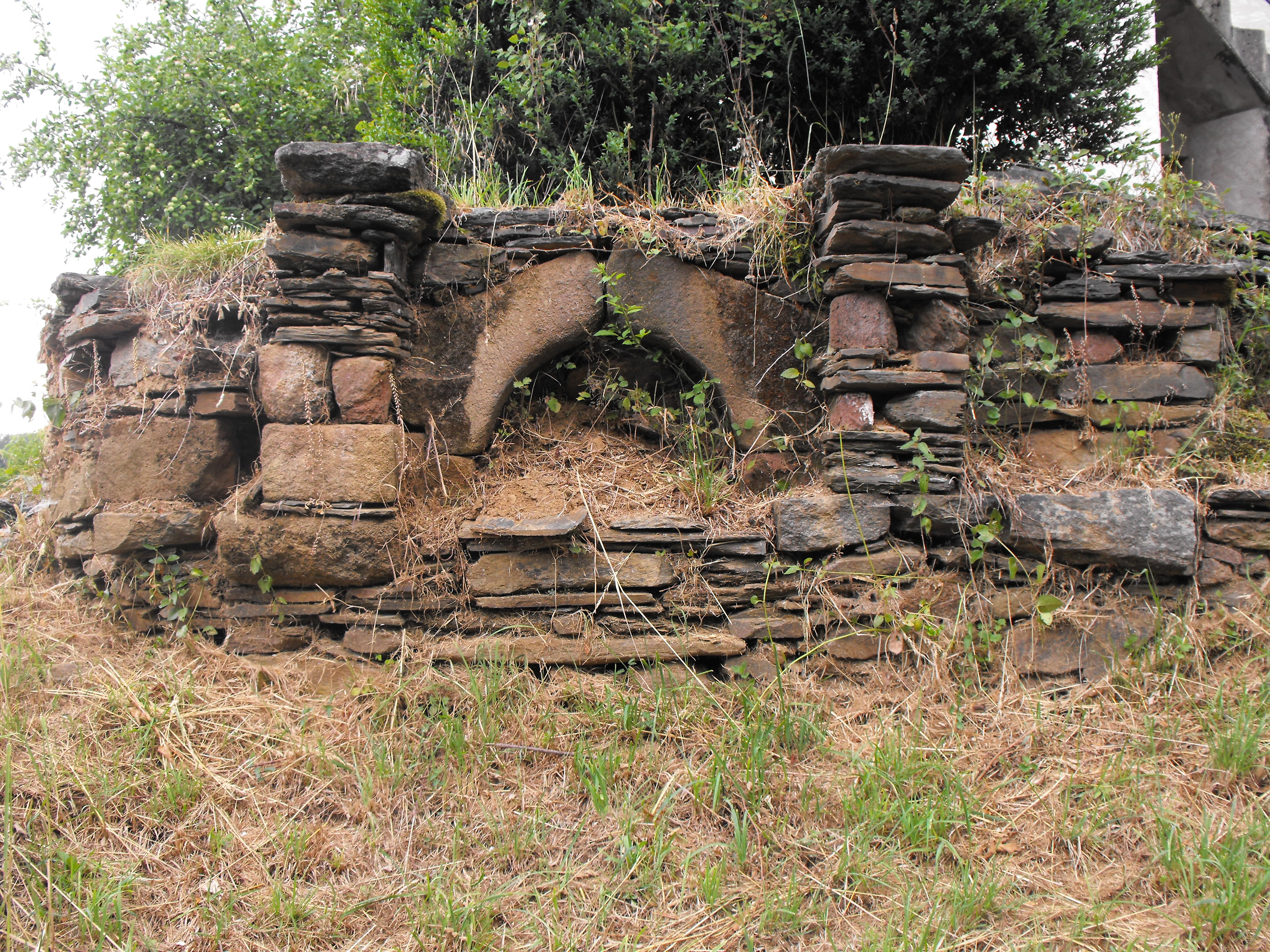
Four à pain en ruines à la Reynie
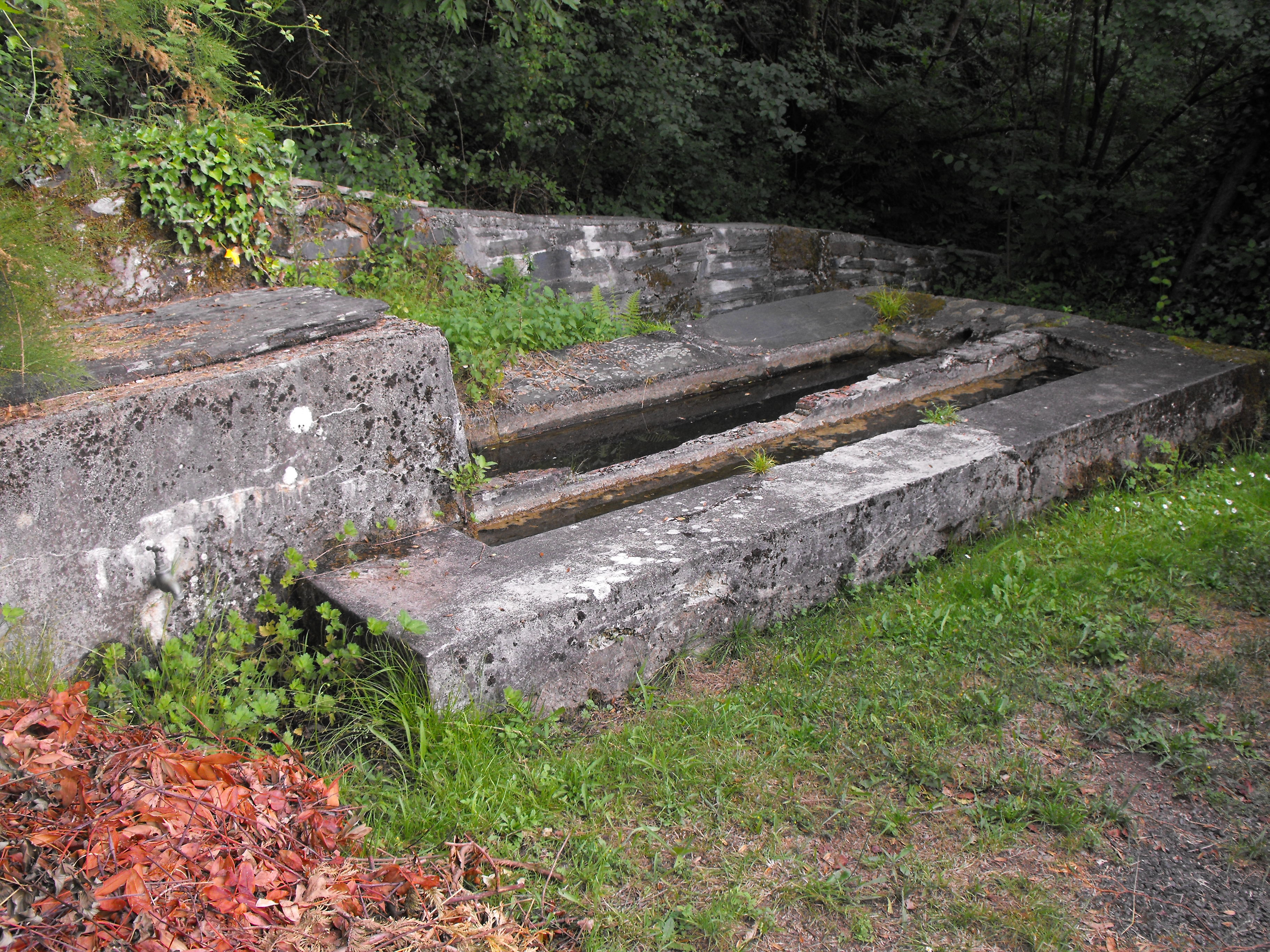
Vieux lavoir de la Reynie
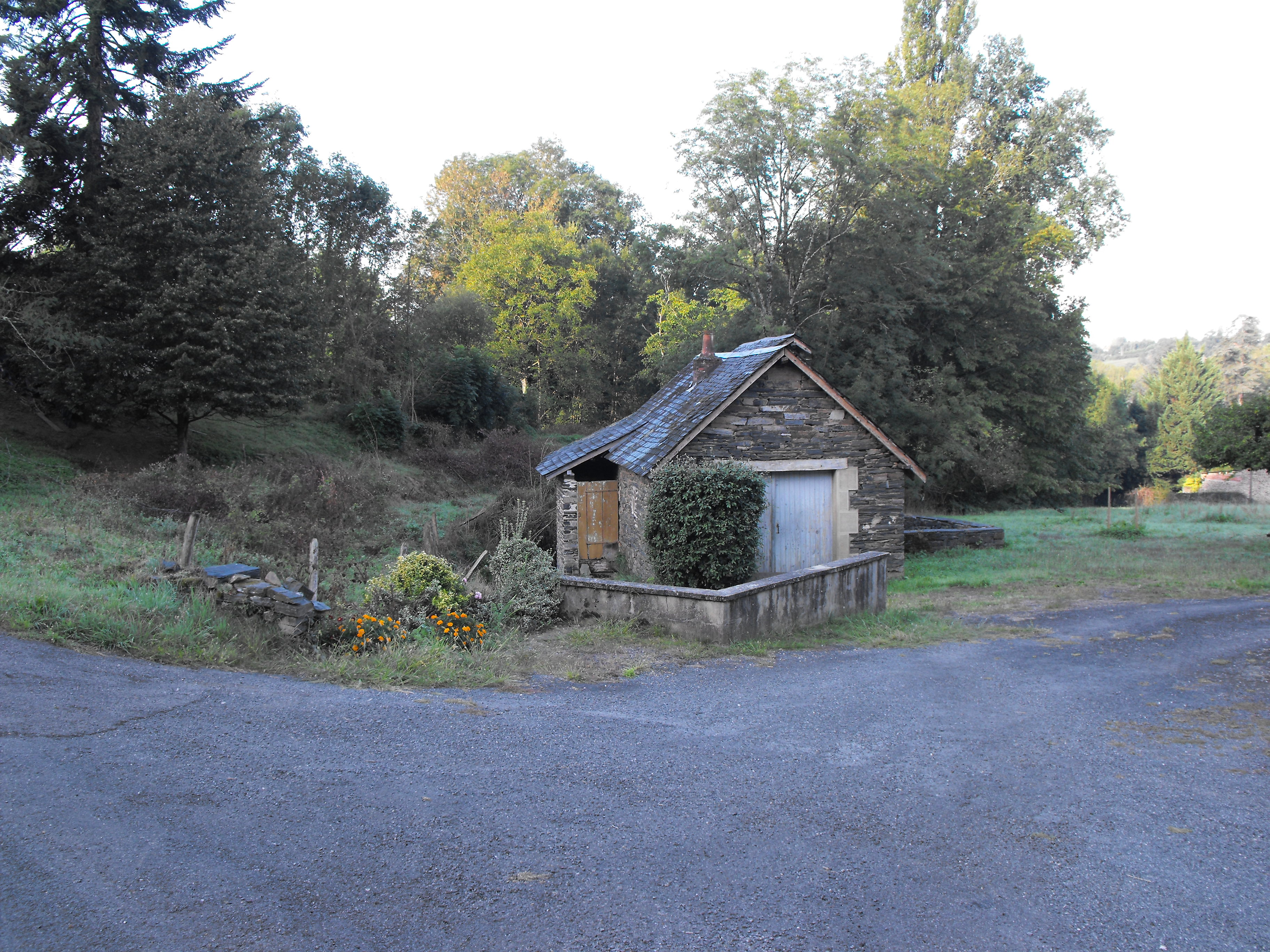
Vieux lavoir du Saillant Vieux
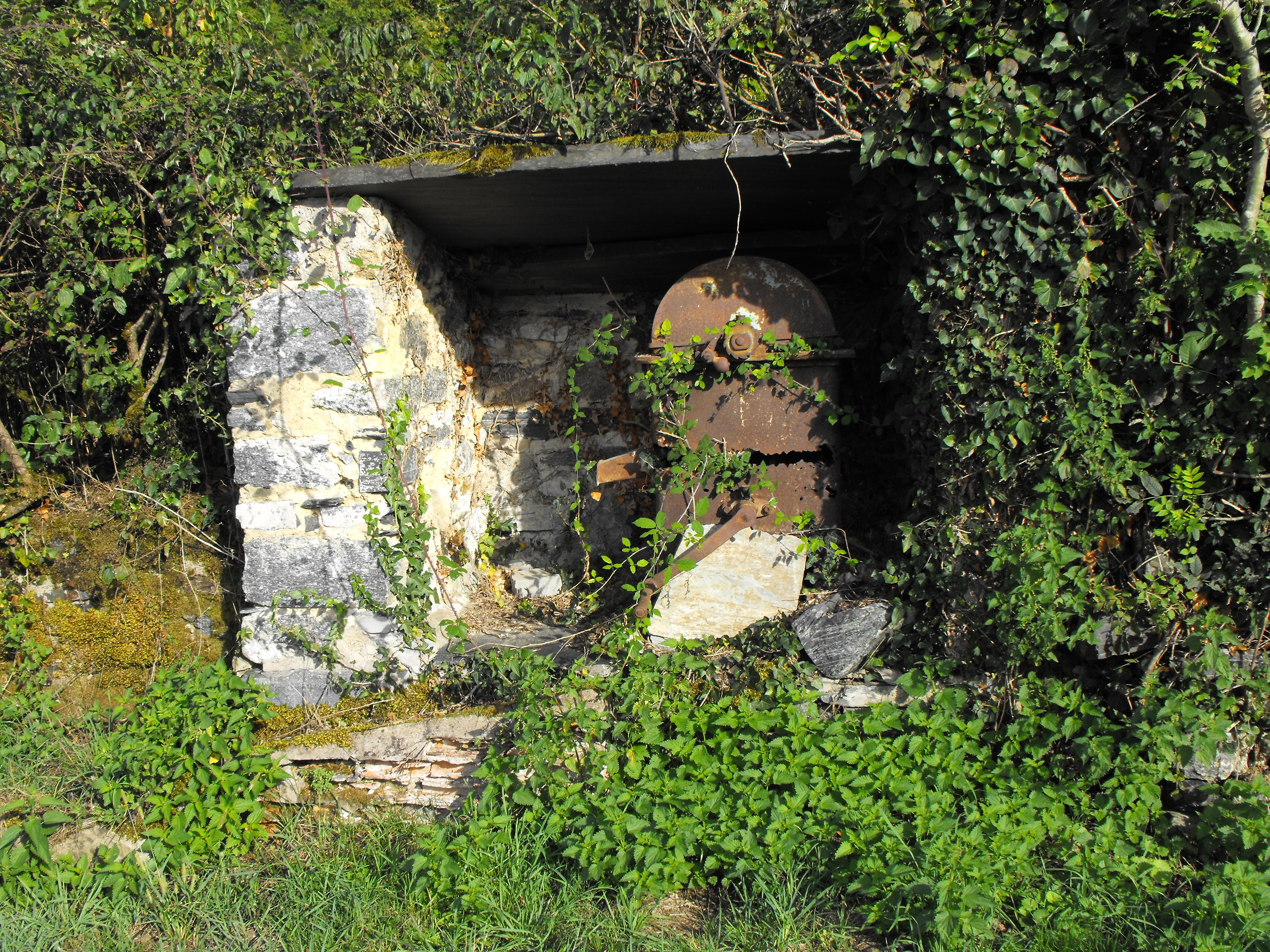
Ancienne pompe à eau, près du lavoir
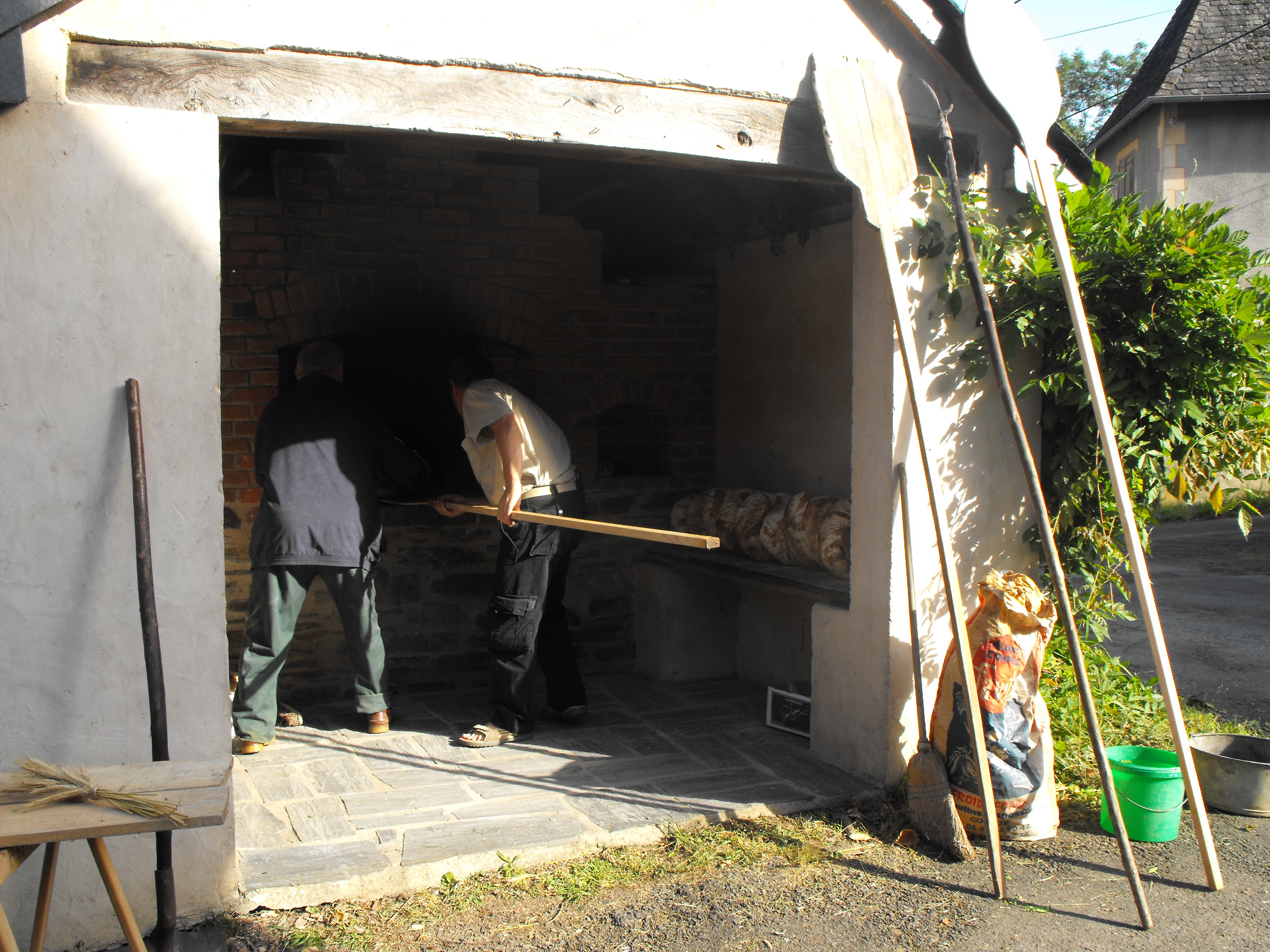
Cuisson du pain à l'ancienne
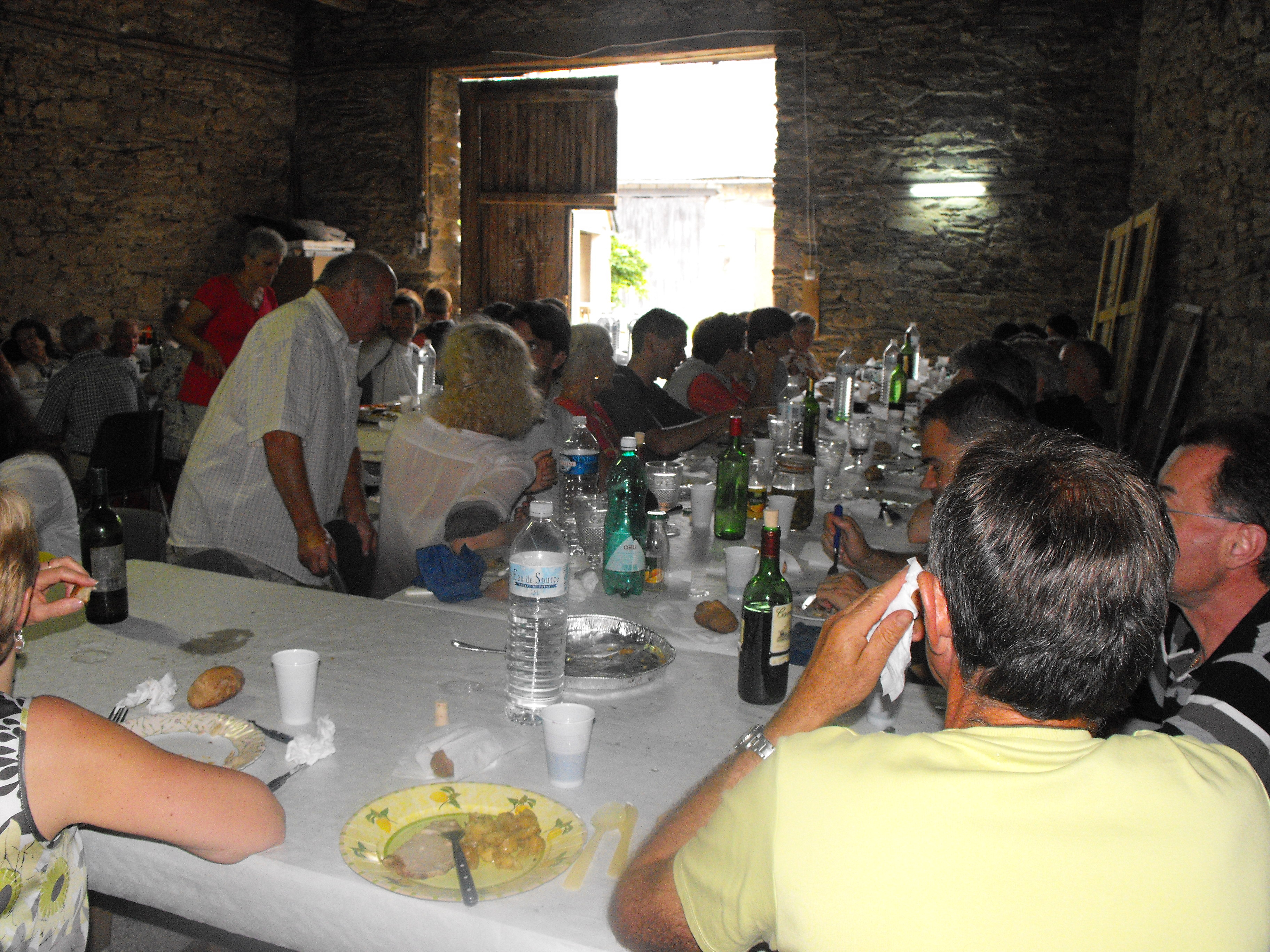
Fête du 1er août 2010
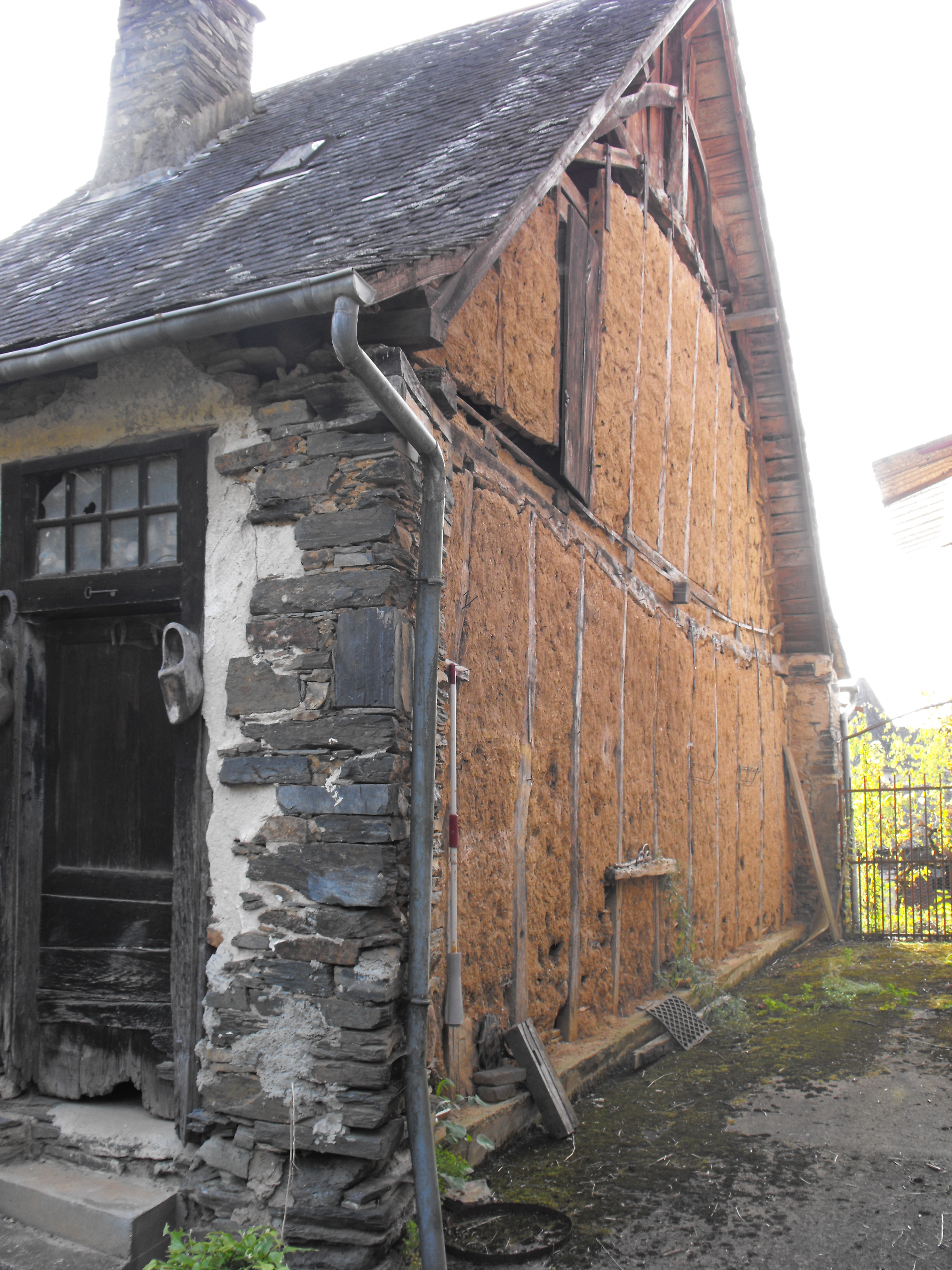
Maison en torchis et colombage
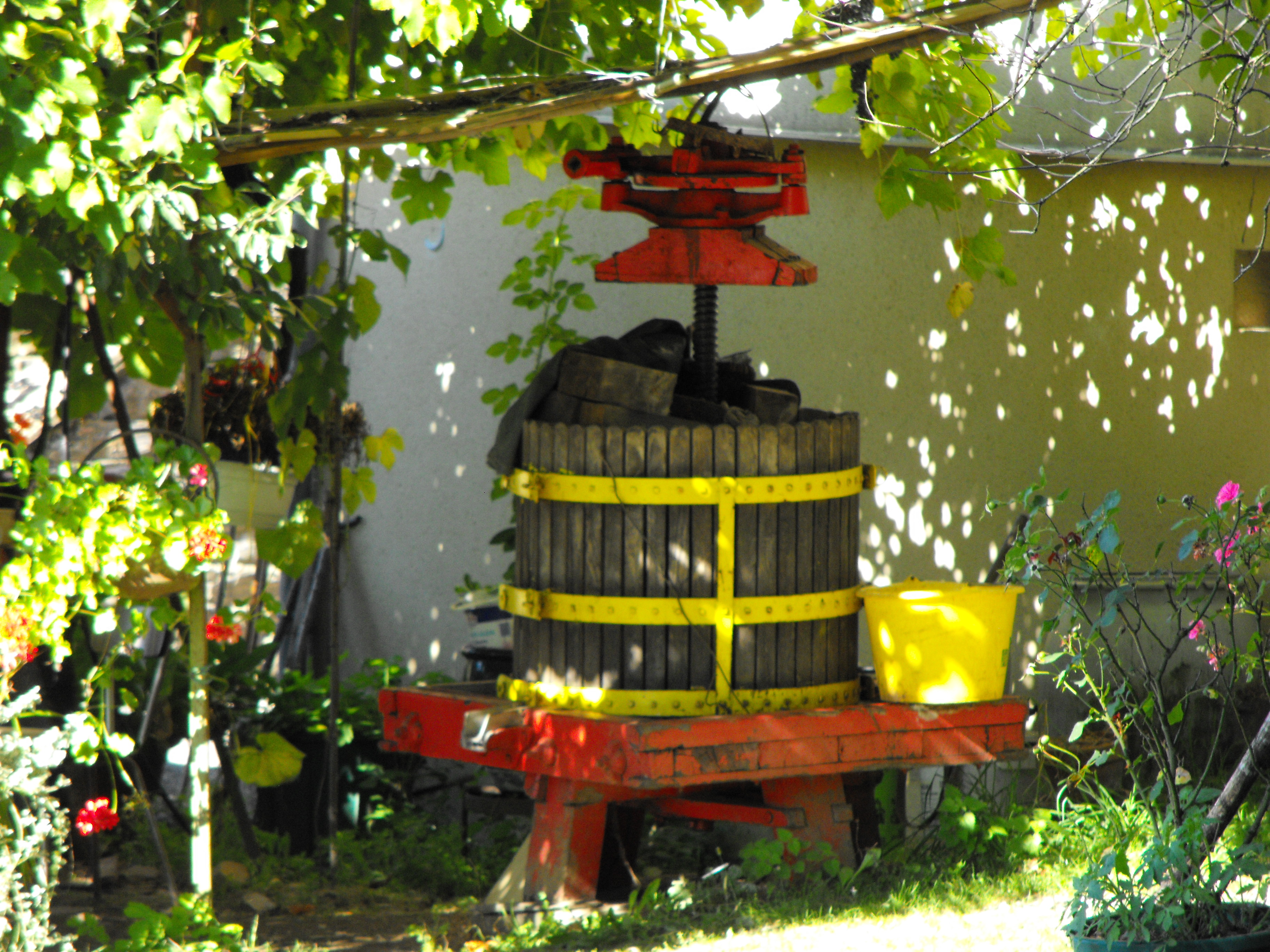
Pressoir pour le vin
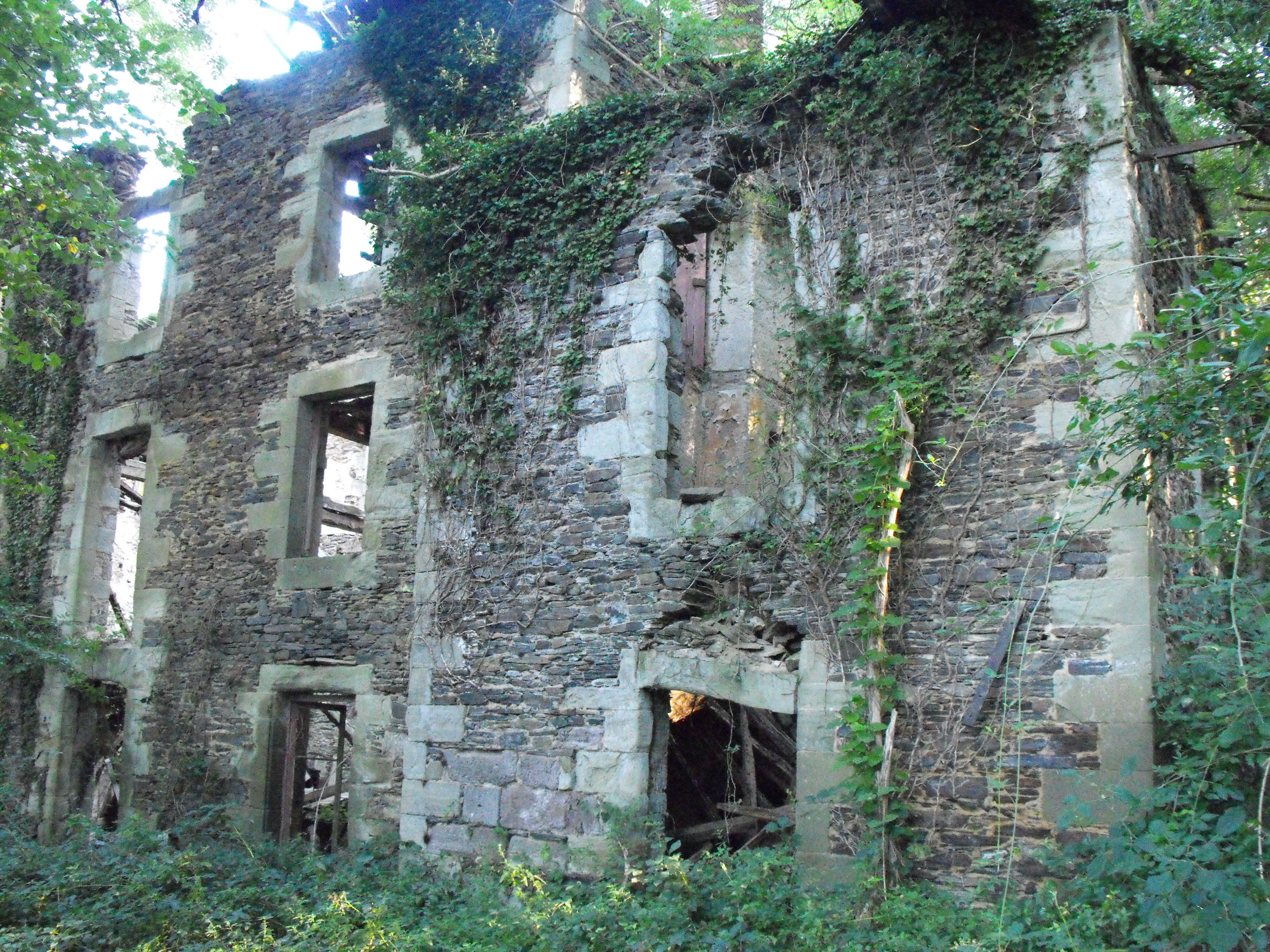
Vieux moulin abandonné

## Économie
- La culture de la nectarine, de la pêche et de la pomme sont également présentes sur le territoire de la commune. Deux exploitations s'y partagent le marché.
- Les coteaux avoisinants, non couverts de vergers, sont exploités pour la vigne dont la cave se trouve au lieu-dit La Jugie,  Coteaux du Saillant-Vézère. Vin de pays, résultat de la culture d'une quinzaine d'hectares plantés sur du schiste ardoisier et produisant un blanc sec, un blanc moelleux, un rosé et un rouge, tous vins typés et racés.
- On trouve également un peu de cultures maraichères.
- Il y a aussi l'élevage de la race limousine sur quelques exploitations.
- La SNCF, dont la ligne Paris-Toulouse longe et coupe en plusieurs endroits la Vézère, ainsi qu'EDF ont longtemps fourni des emplois à la population locale.

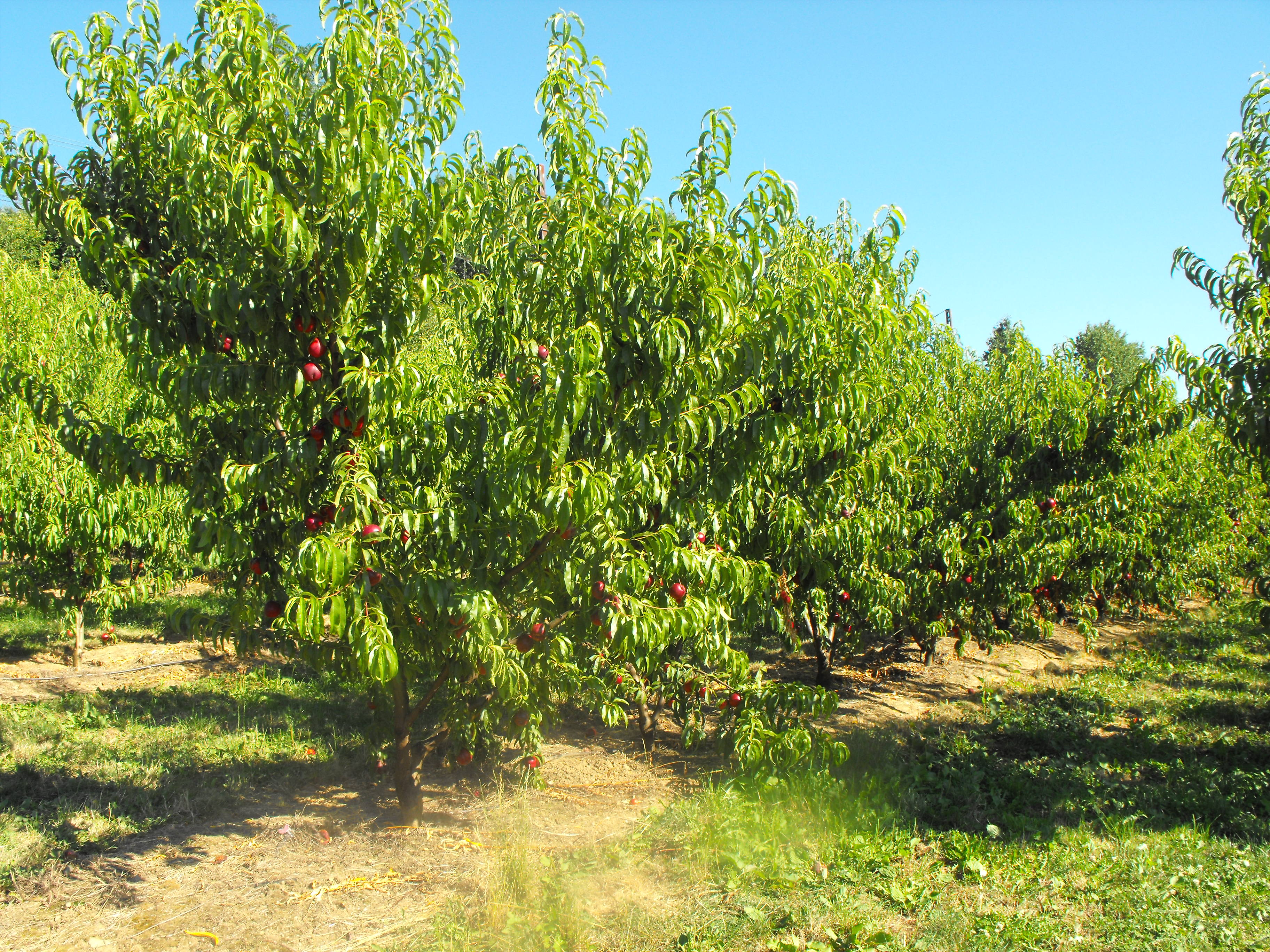
Verger de nectarines, été 2010
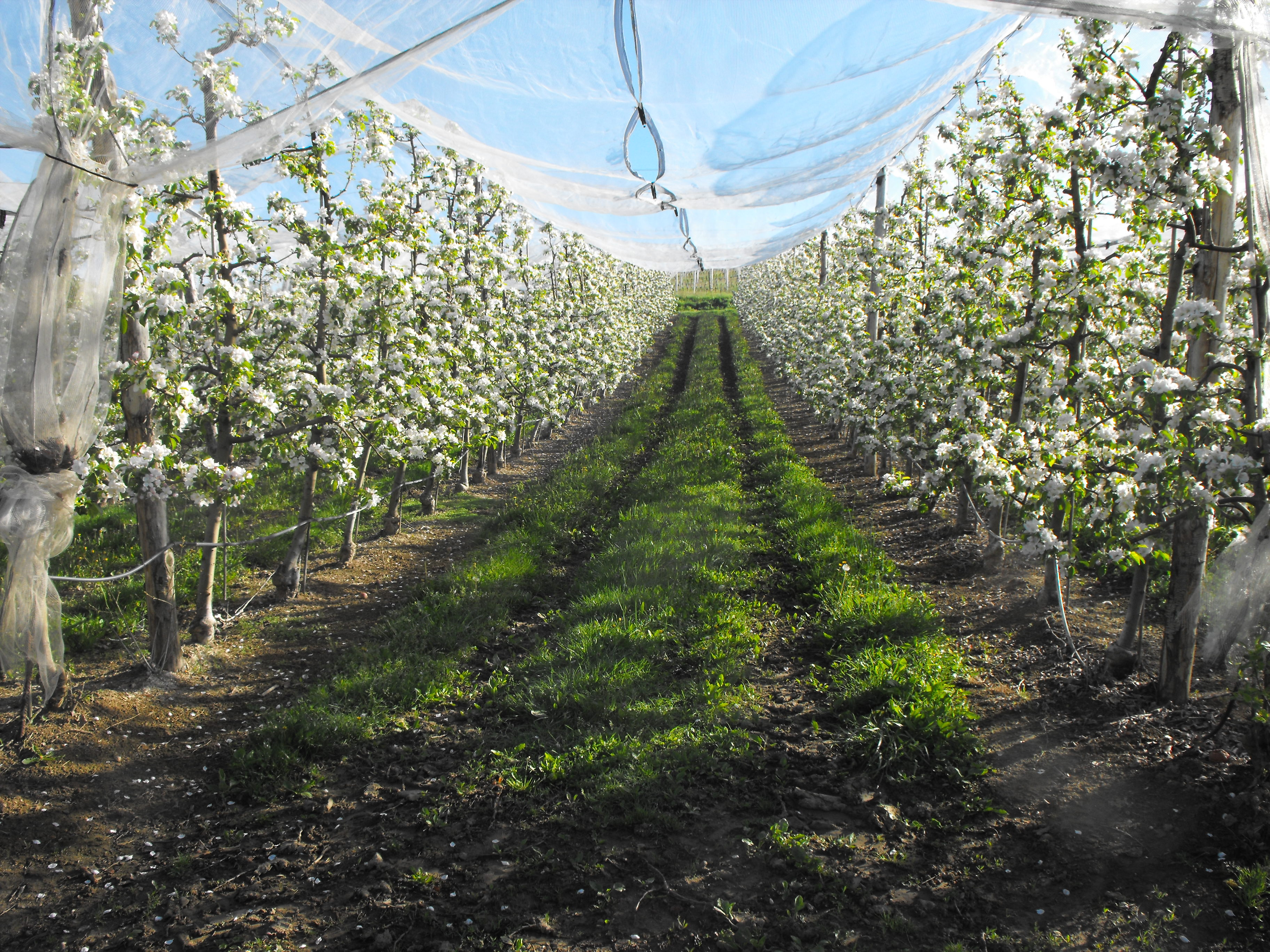
Pommiers en fleurs au printemps 2011
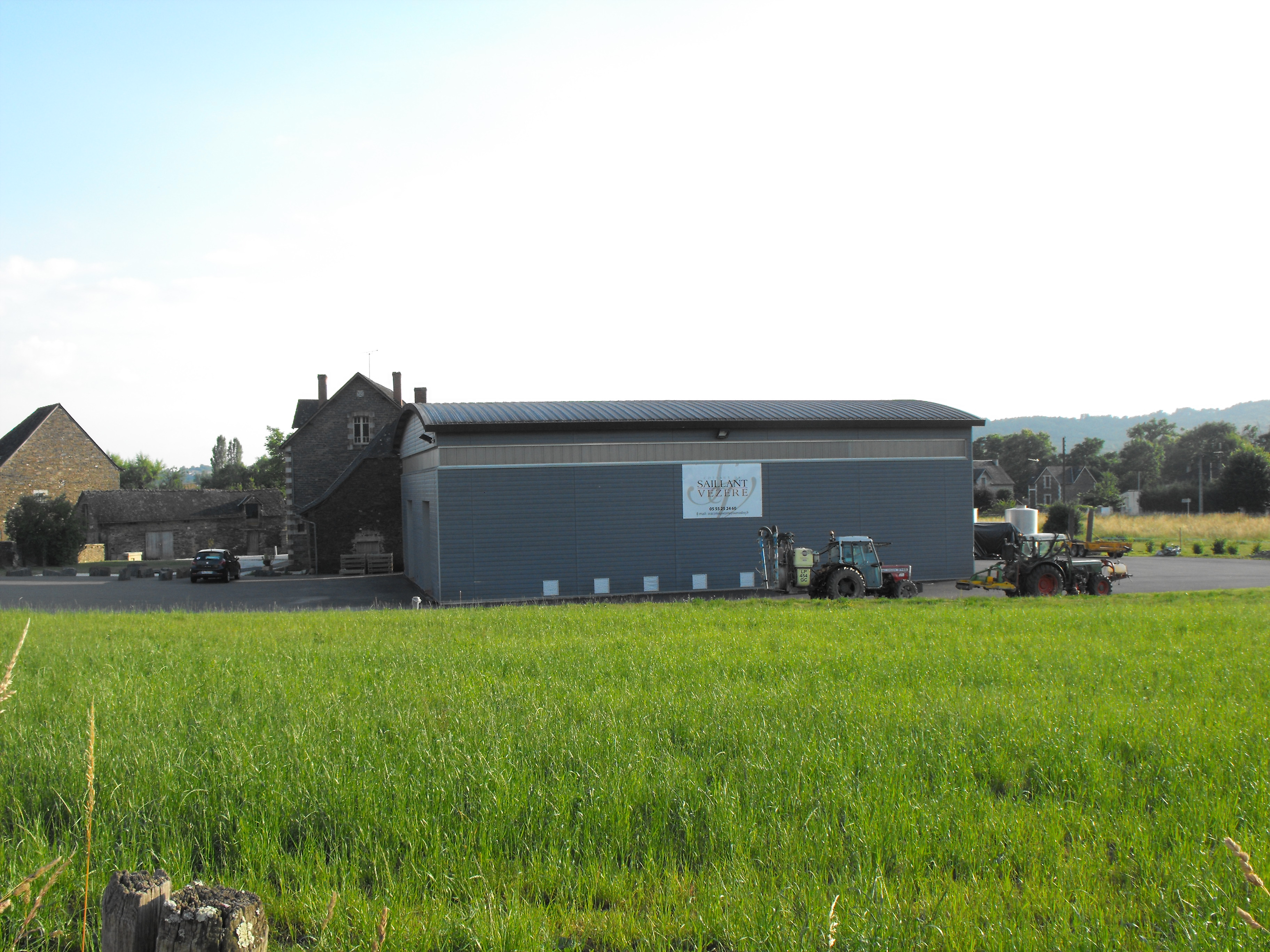
La cave des coteaux du Saillant-Vézère
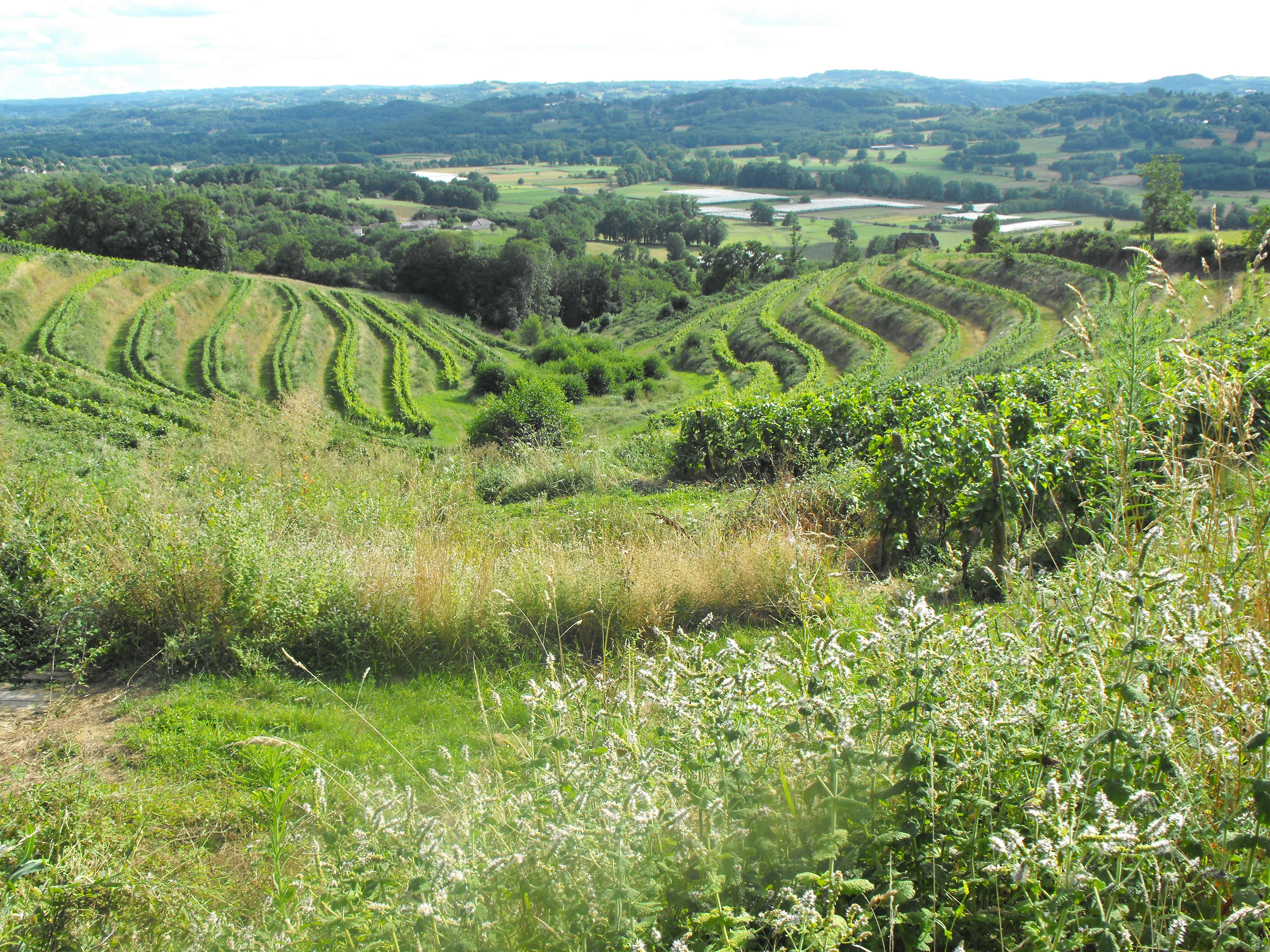
Coteaux du Saillant-Vézère vers La Chartroulle
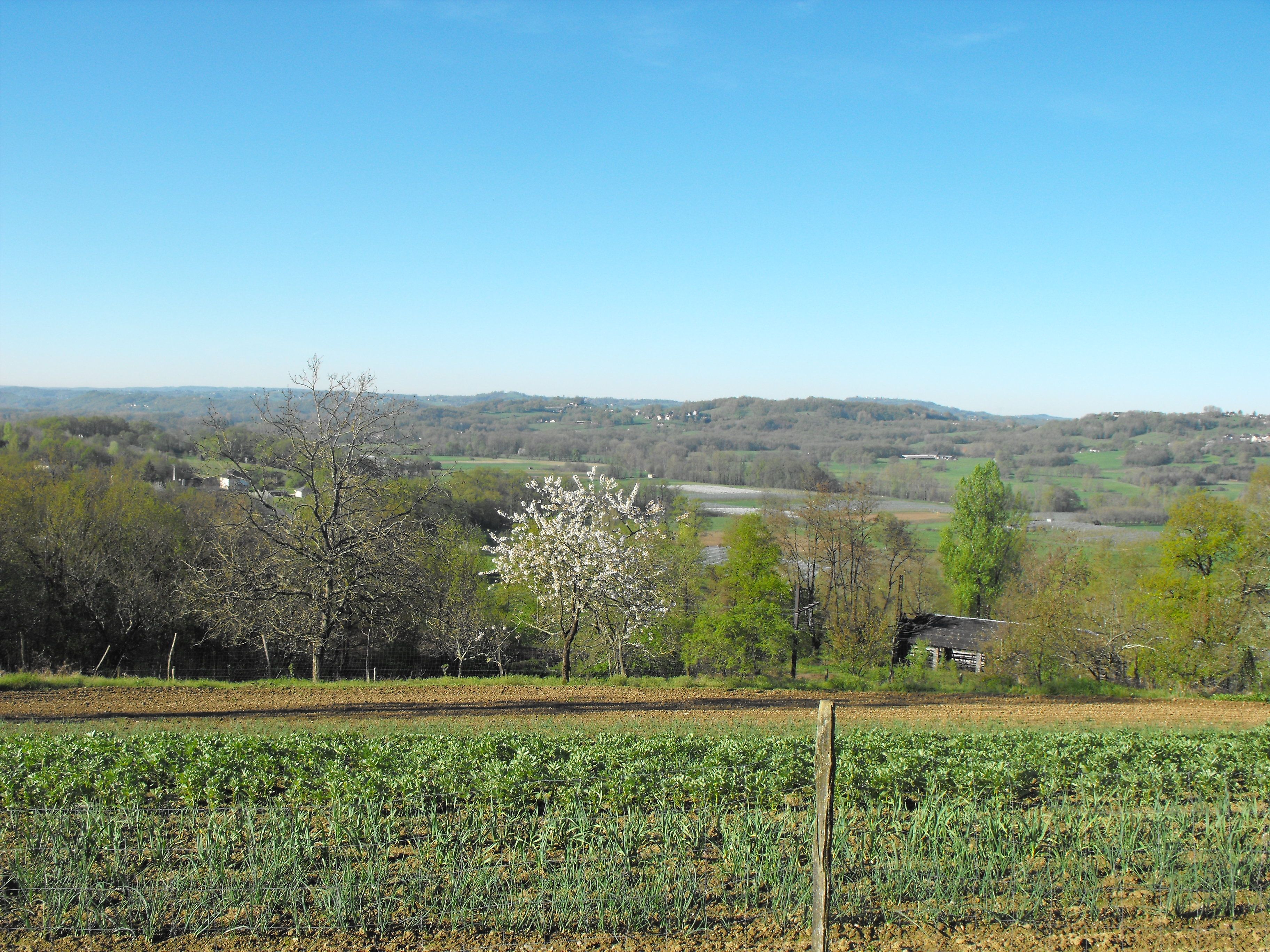
Cultures maraichères
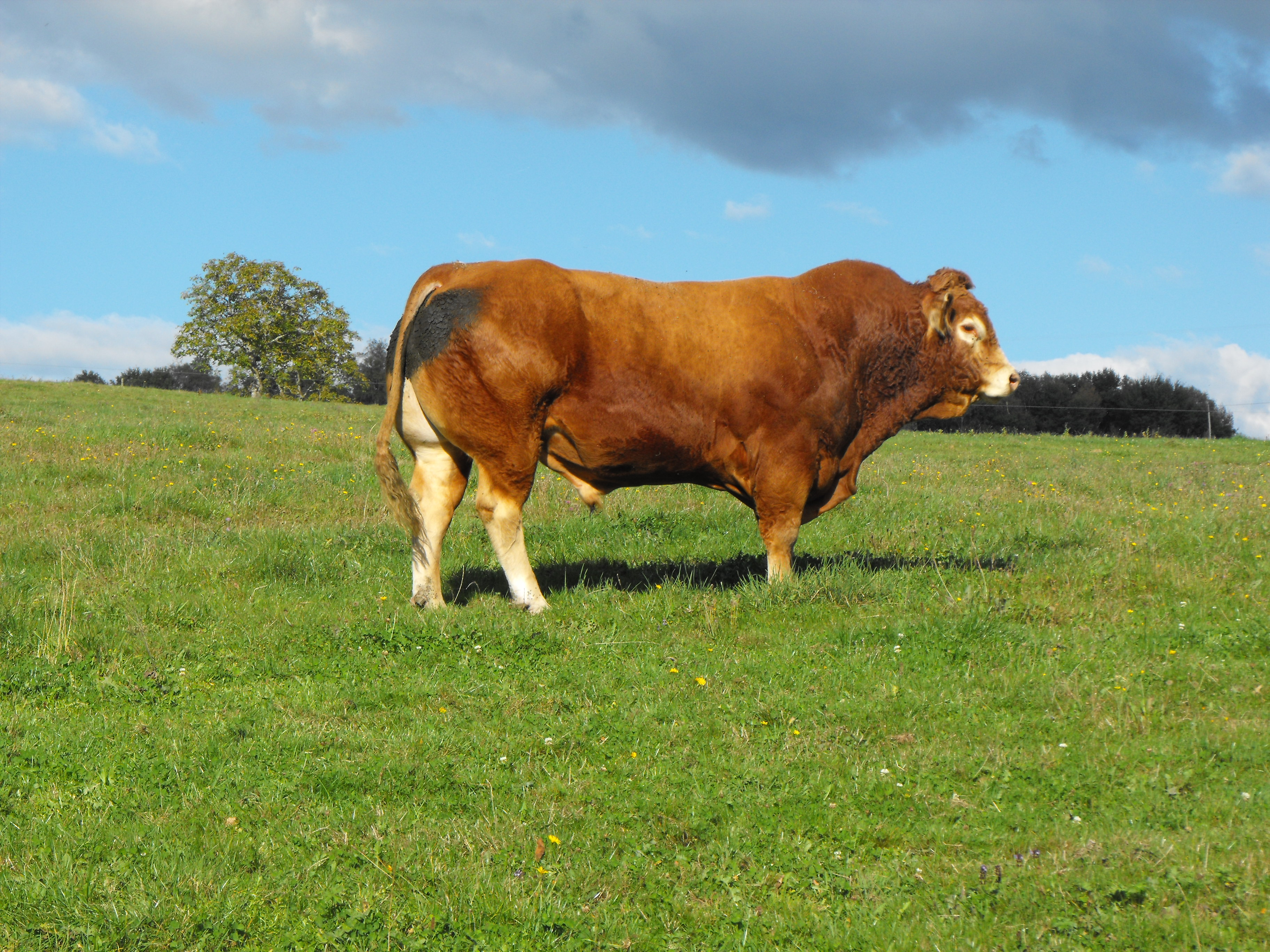
Taureau race limousine
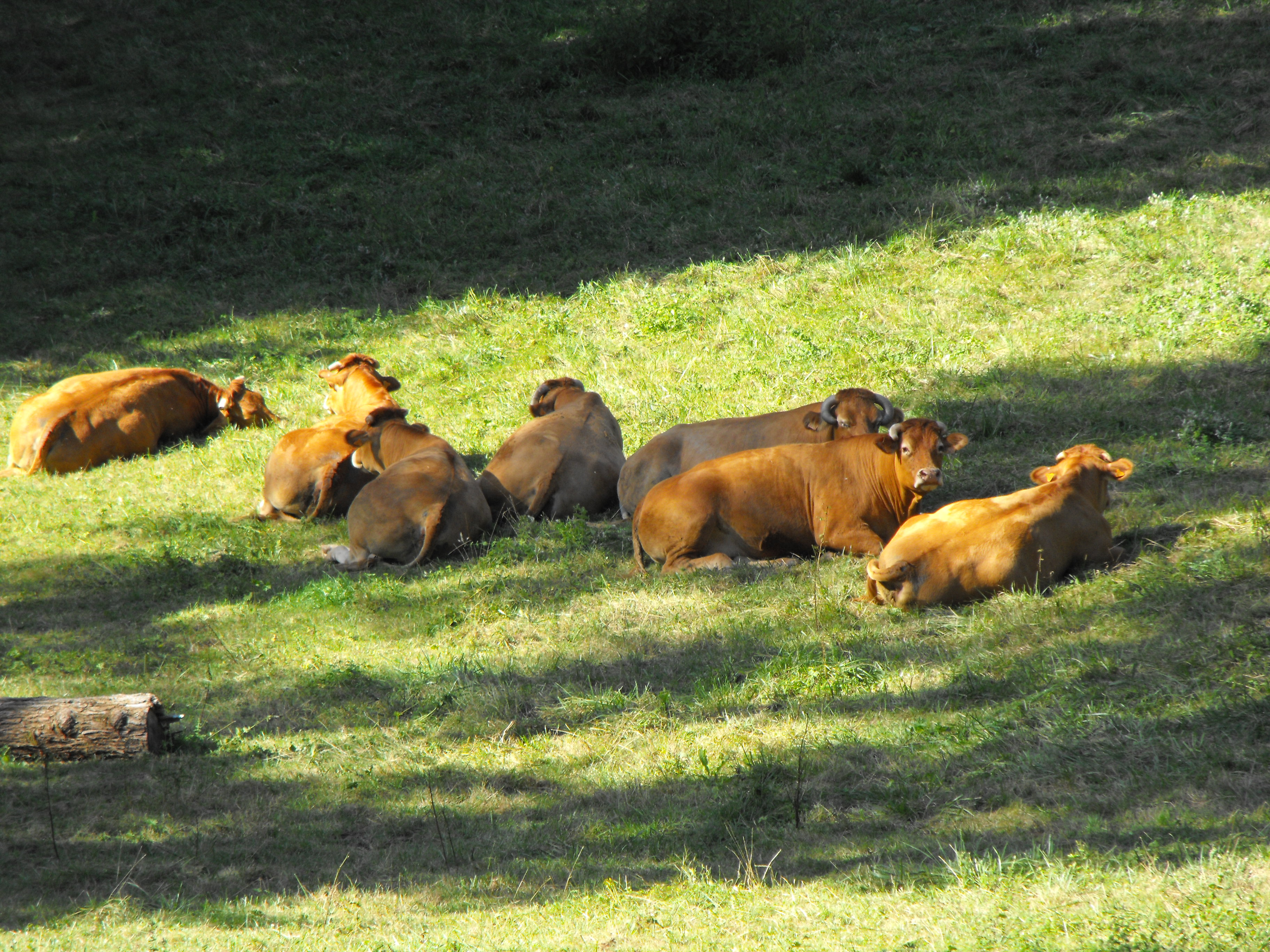
La race limousine au repos
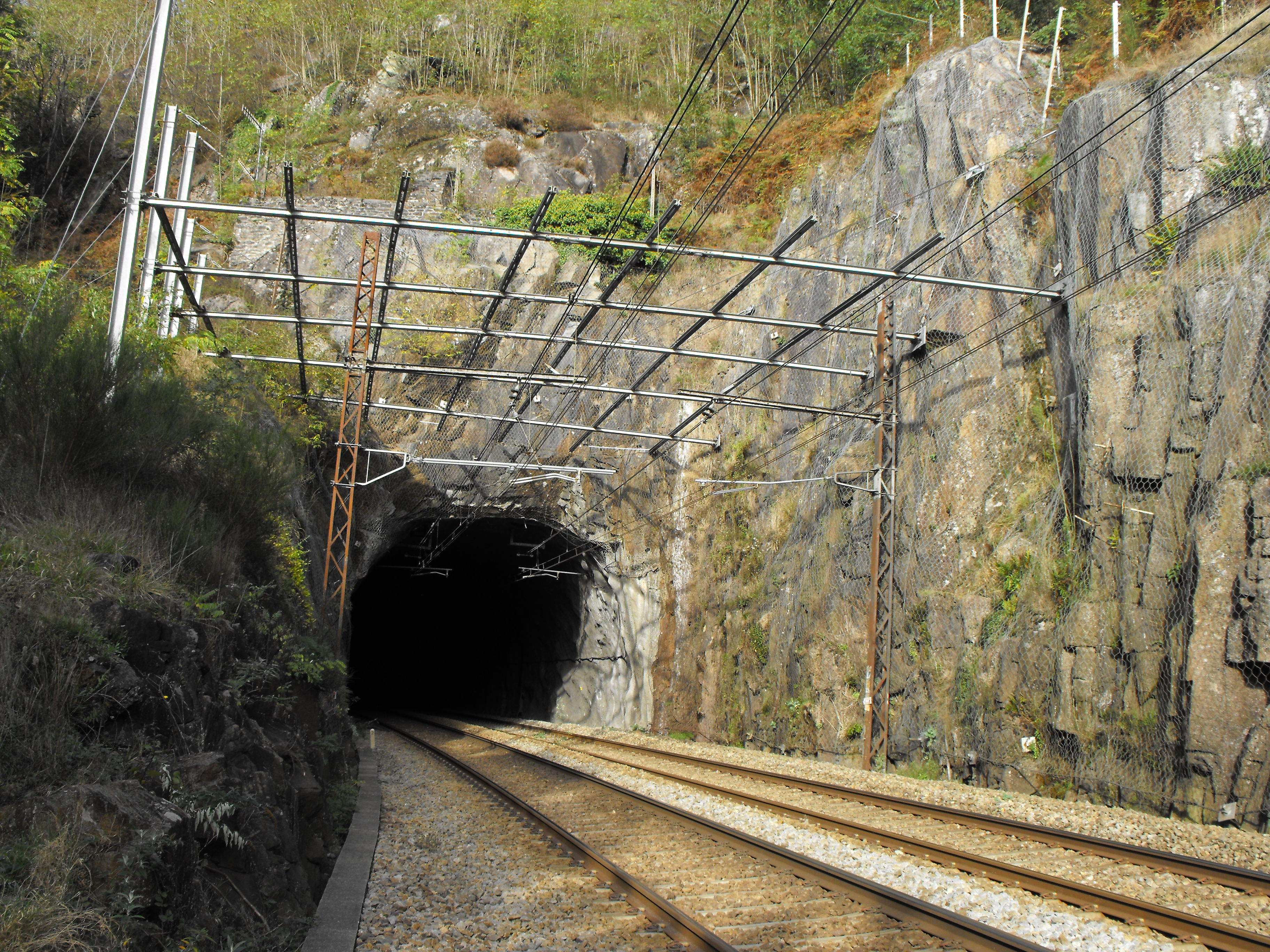
Tunnel près du chemin de la Vézère
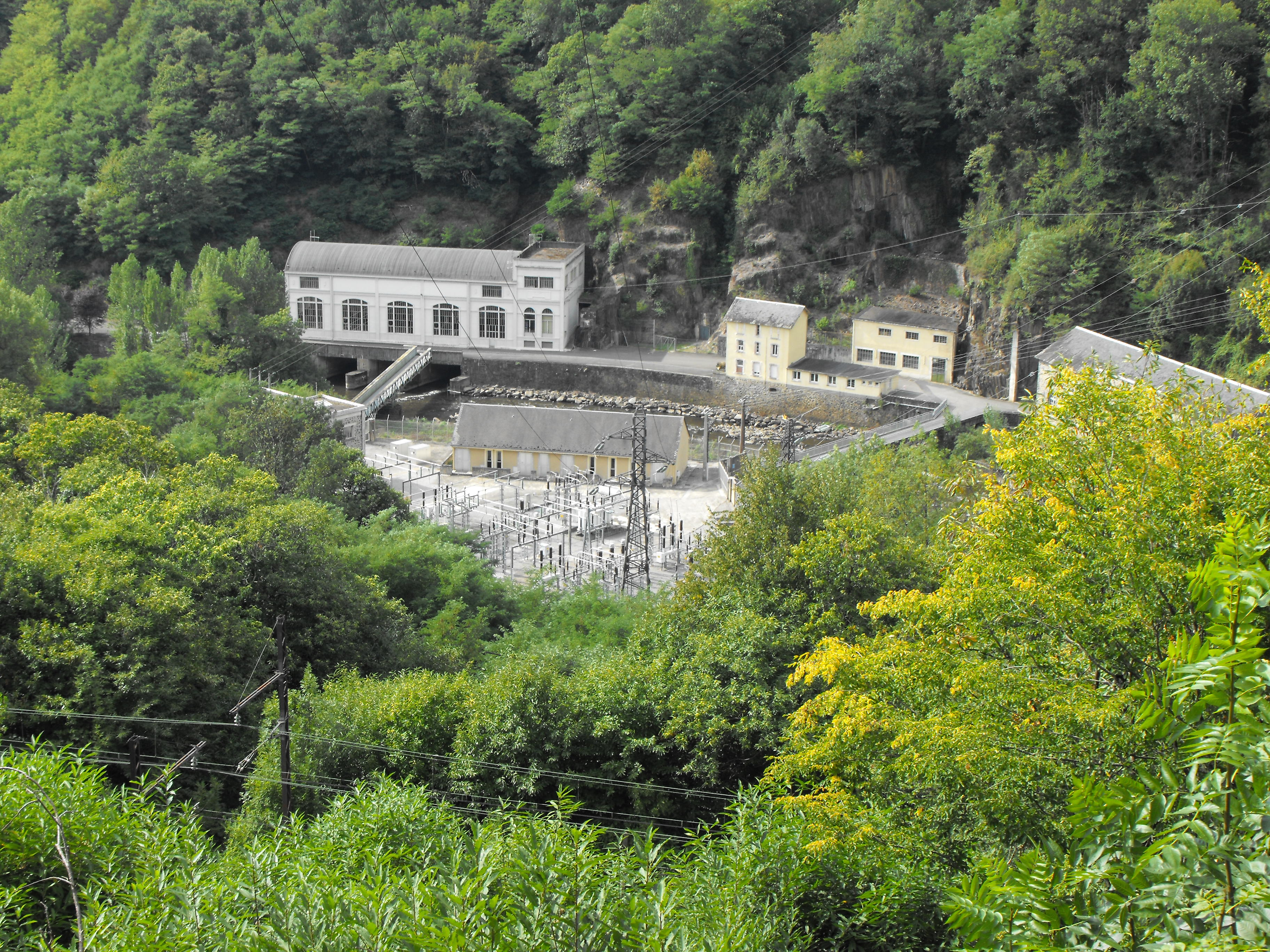
Usine EDF depuis chemin de la Vézère
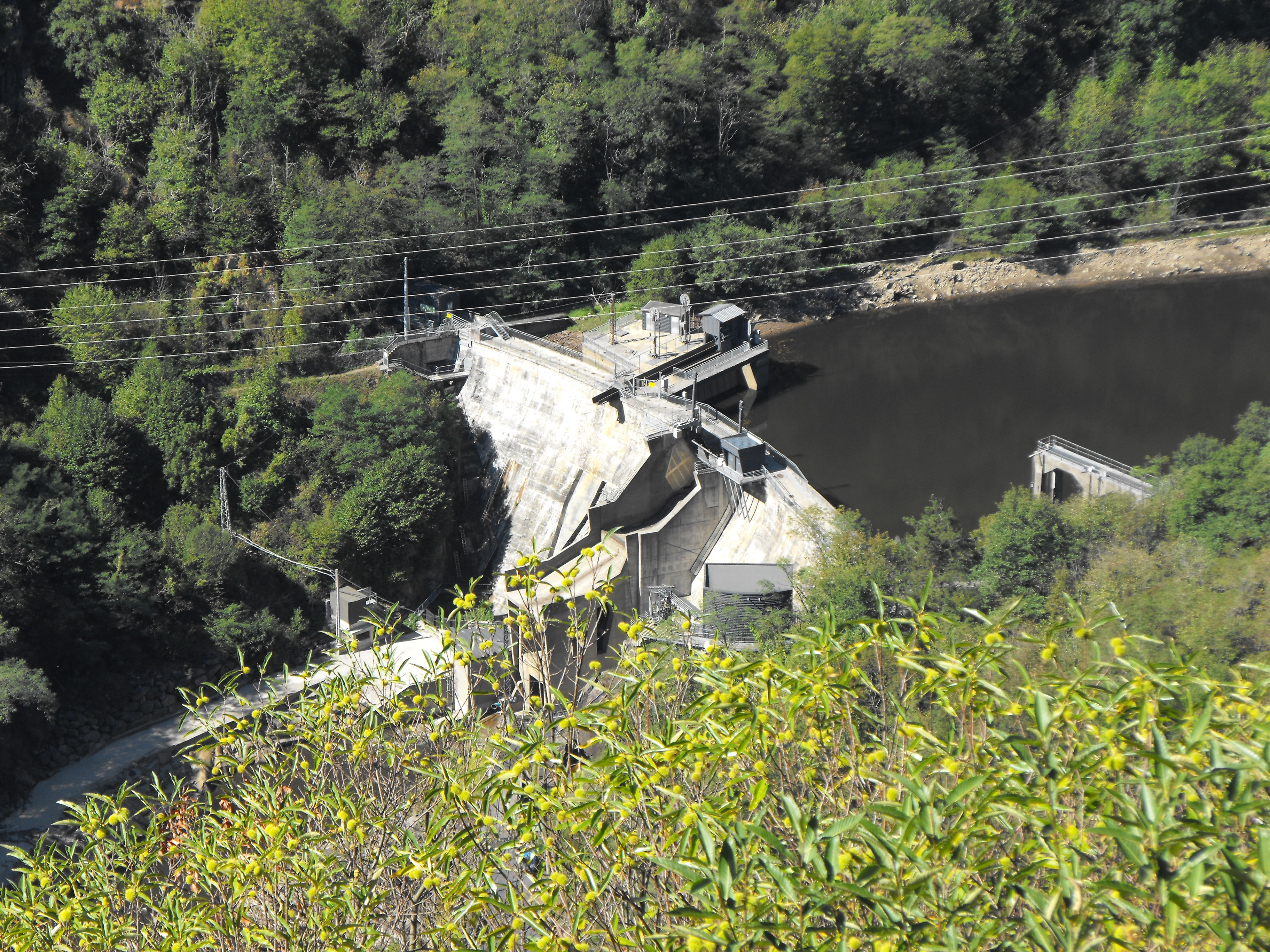
Barrage du Saillant depuis chemin de la Vézère

## Tourisme
Différents parcours sont proposés au départ du Saillant Vieux, depuis le pont médiéval, certains indiqués par des panneaux :
- Le chemin de la Vézère : au sommet de la 1re côte dans le Saillant Vieux, prendre le petit chemin balisé à droite.
- Le cirque du Saillant : traverser tout le Saillant Vieux et passer sous la voie ferrée, suivre la balise « Le cirque du Saillant » ; ce sentier monte à La Chartroulle et permet de redescendre vers La Pleuge et Allassac.
- Le site de la Roche : traverser tout le Saillant Vieux et passer sous la voie ferrée, suivre la balise « Le grand tour d'Allassac/GR46 », le site de la Roche offre une vue magnifique sur la vallée que traverse la Vézère.
- Un petit sentier permet de gagner La Pialeporchie depuis le carrefour de l'auberge de l'Herbemont, pour redescendre ensuite à gauche vers le Saillant Vieux et à droite vers Les Pierres blanches.
- Le barrage. Sentier à flanc des gorges de la Vézère. Depuis le Saillant prendre la route de La Bontat presque jusqu'au bout. Le sentier est indiqué et il faut environ 30 min d'ascension pour accéder à un beau panorama.
- À l'intérieur du Saillant-Vieux se trouve l'entrée du chemin de la Vézère qui, depuis juillet 2014, et après avoir été fermé en 2003, permet de relier les berges de la Vézère par une passerelle moderne et traversant l'usine hydro-électrique EDF du Saillant de Voutezac. De plus 2 belvédères ont été installés près de la retenue d'eau et donnent un point de vue magnifique sur le lac de retenue et sur le village du Saillant au fond (accès assez difficile). Le tour passe par le chemin de la Vézère au Saillant Vieux et revient par la Bontat jusqu'au vieux pont du Saillant sur la Vézère, où vous pouvez facilement vous garer. (une marche est organisée par l'Association saillantaise, fin juillet, début août de chaque année).

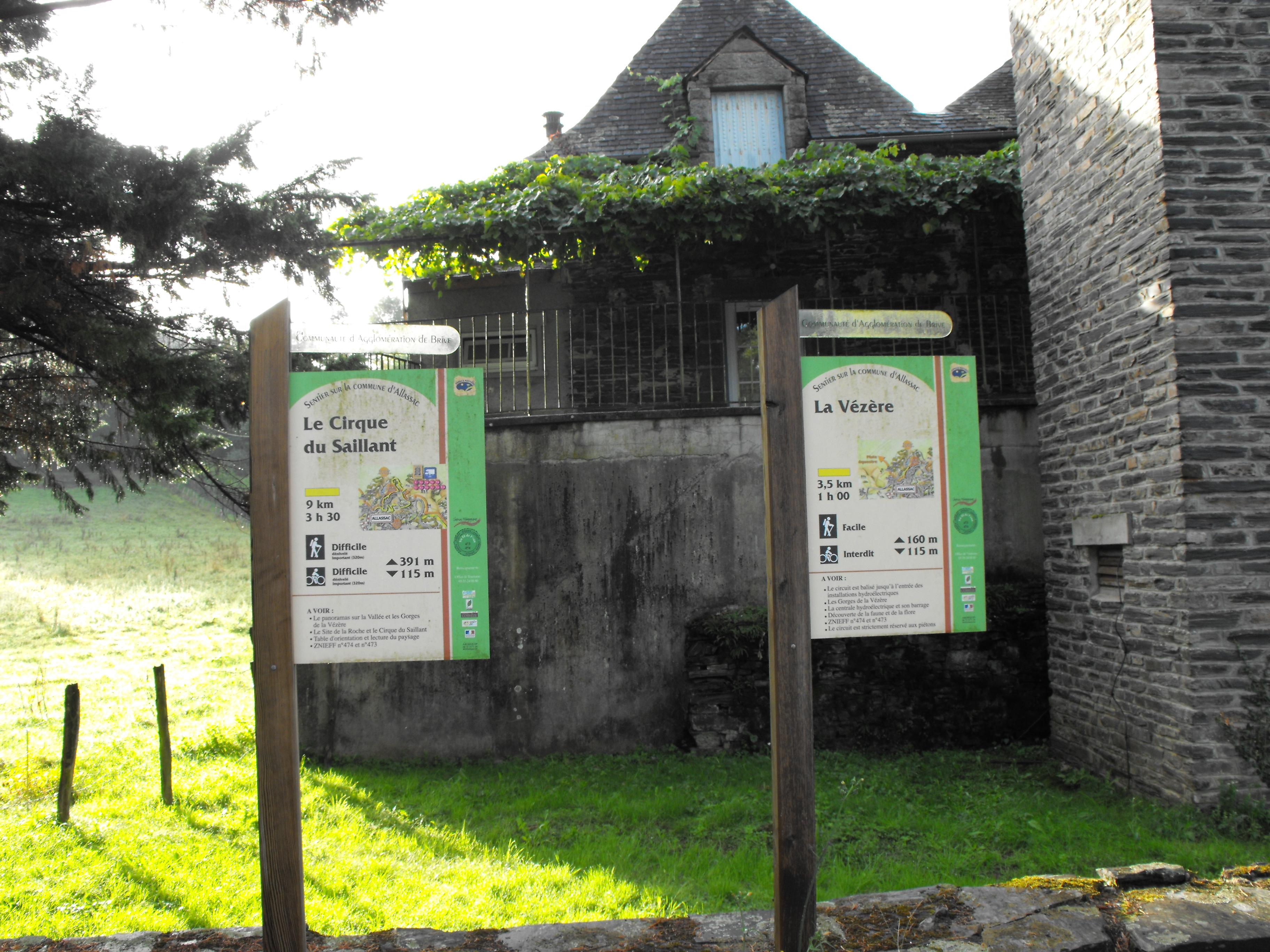
Sentiers de randonnées
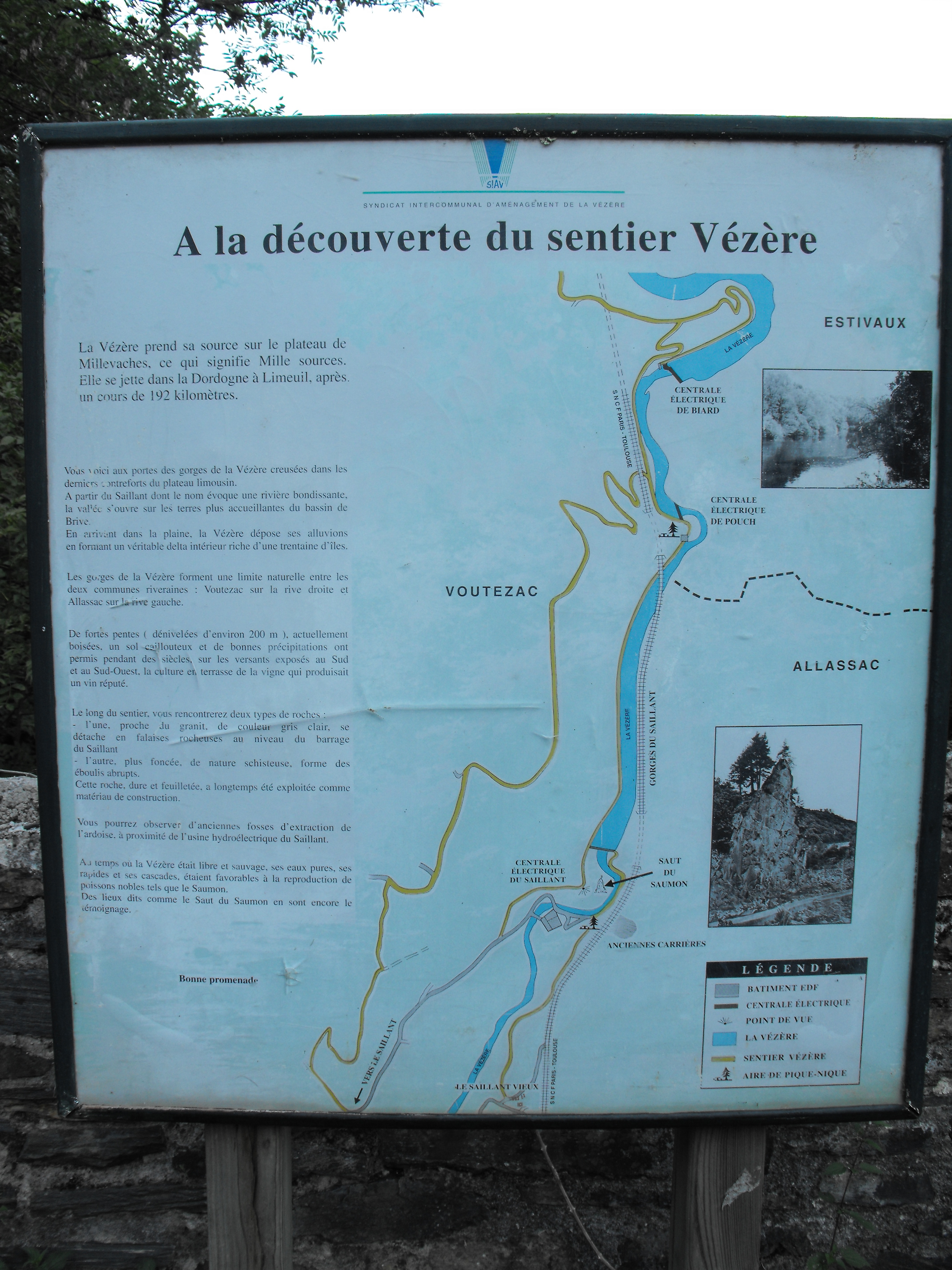
Le Chemin de la Vézère
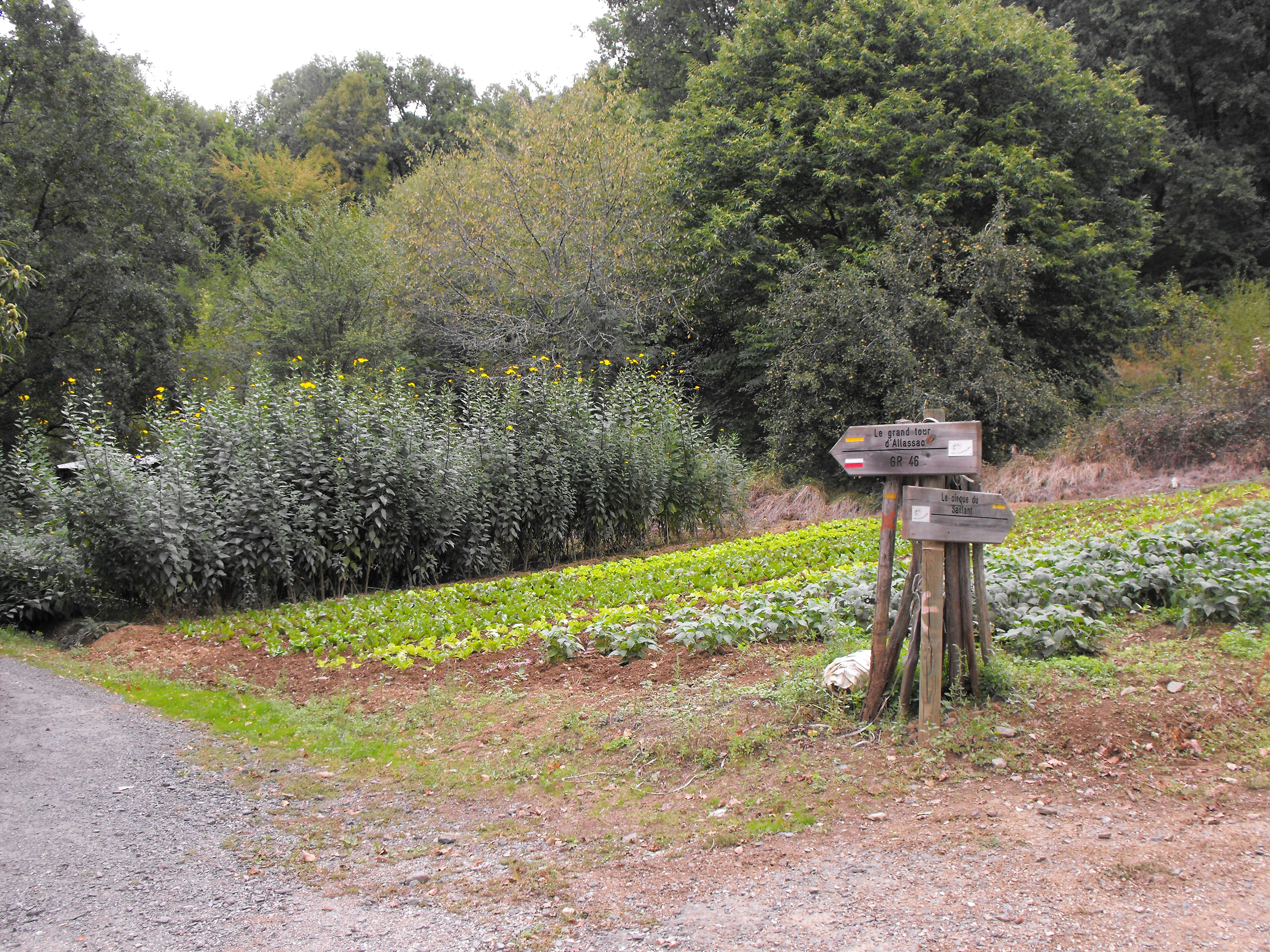
Cirque du Saillant et GR46
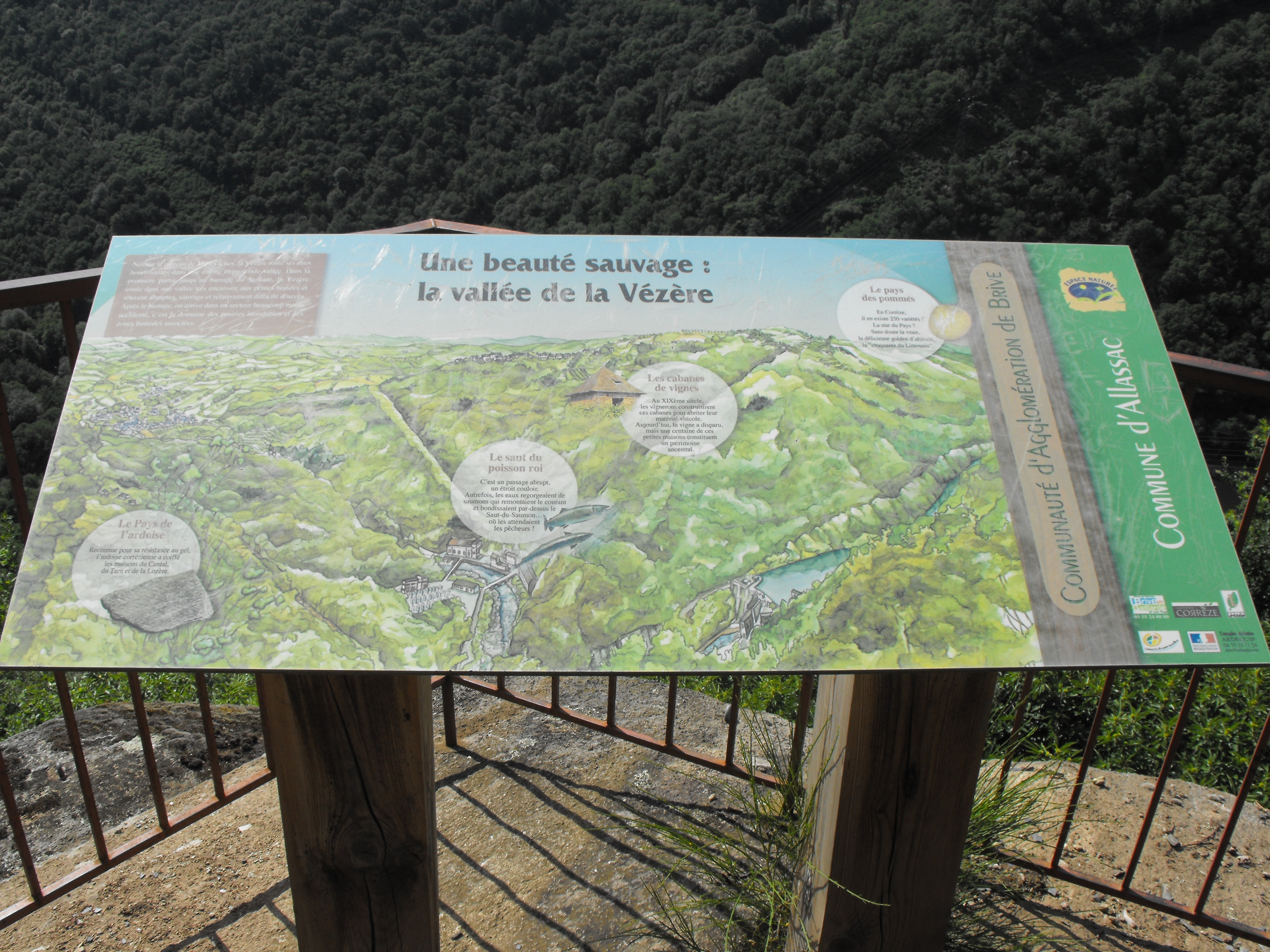
Le site de la roche
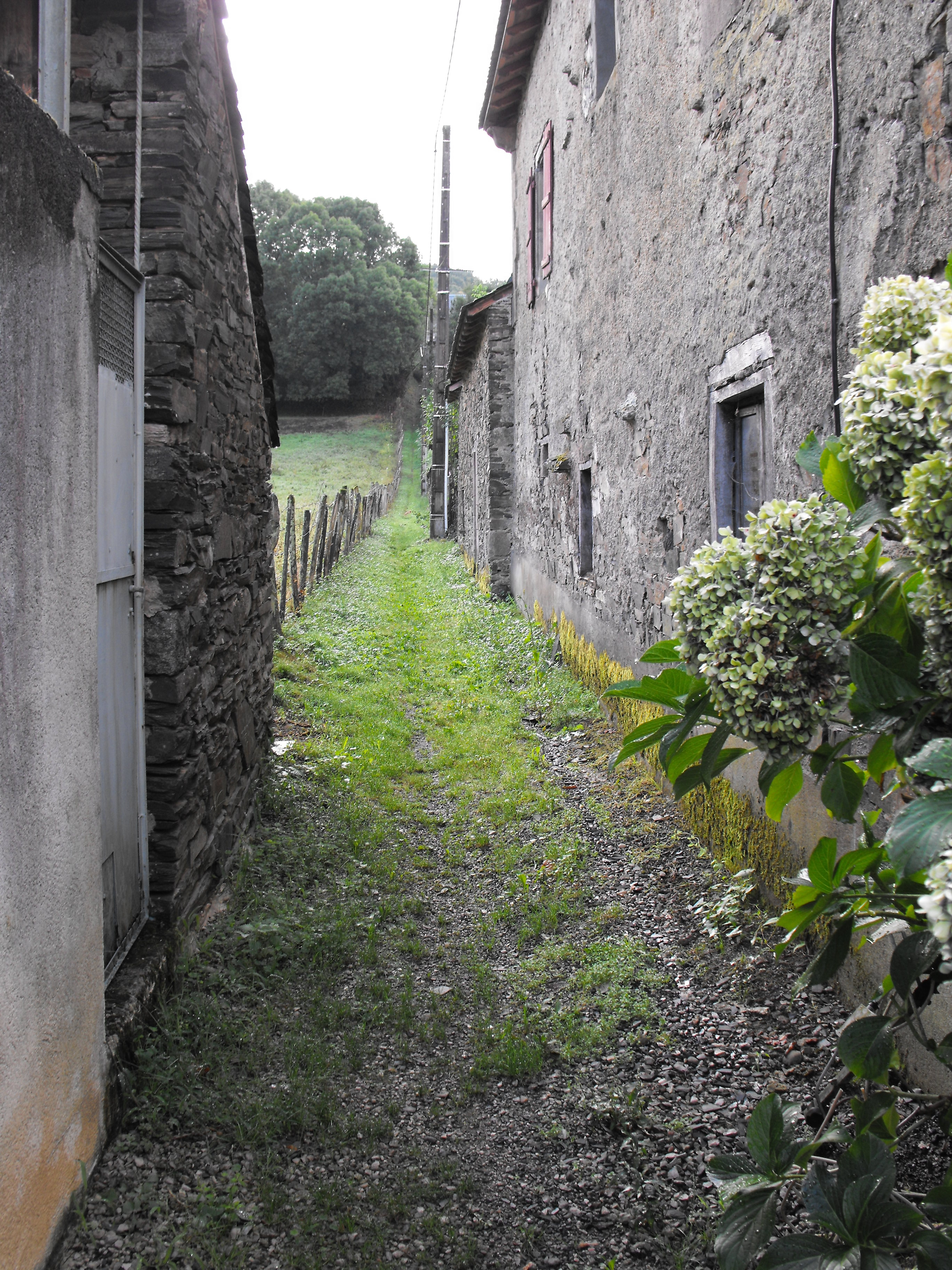
Sentier vers La Pialeporchie
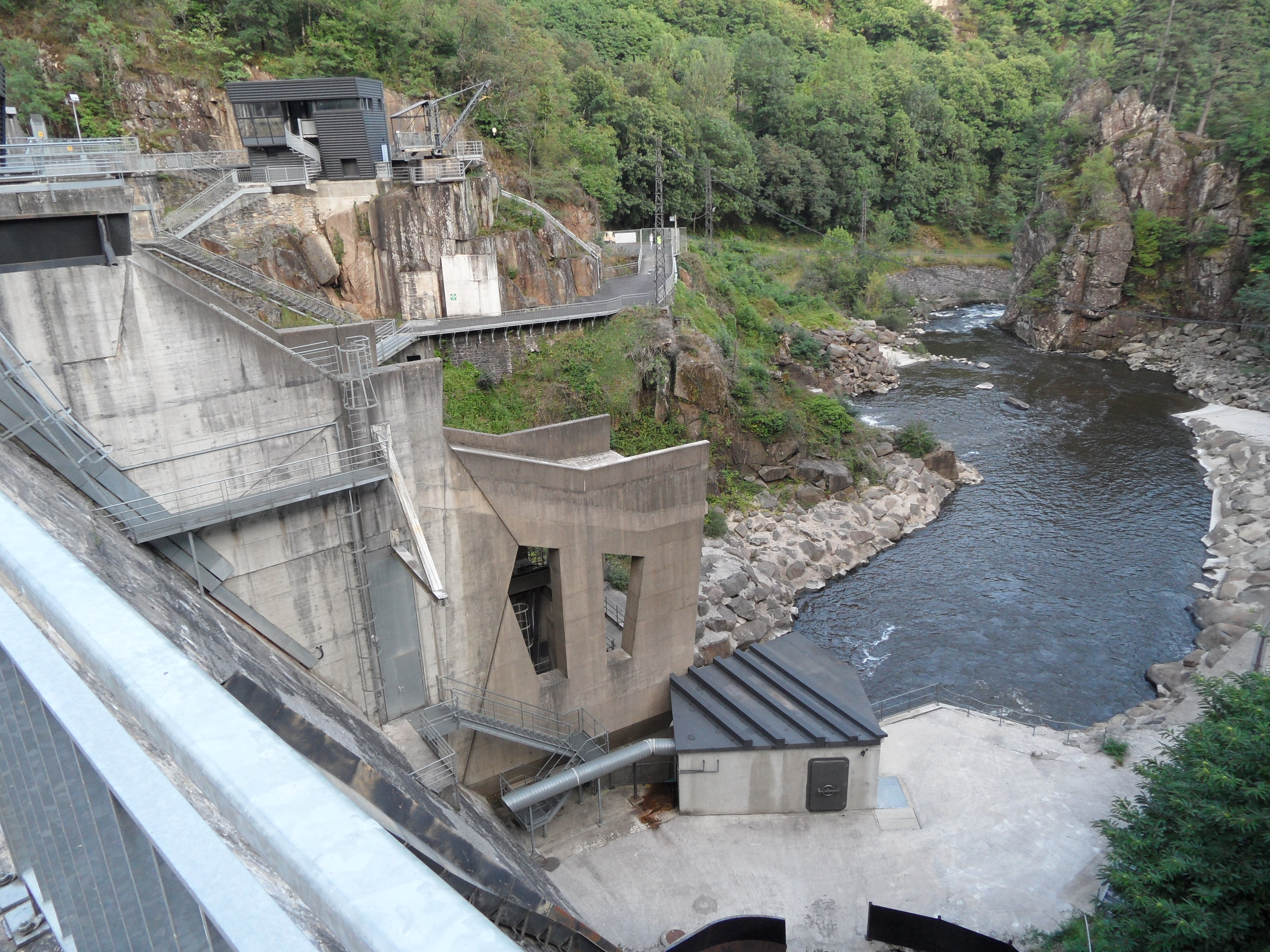
La Vézère en sortie du barrage
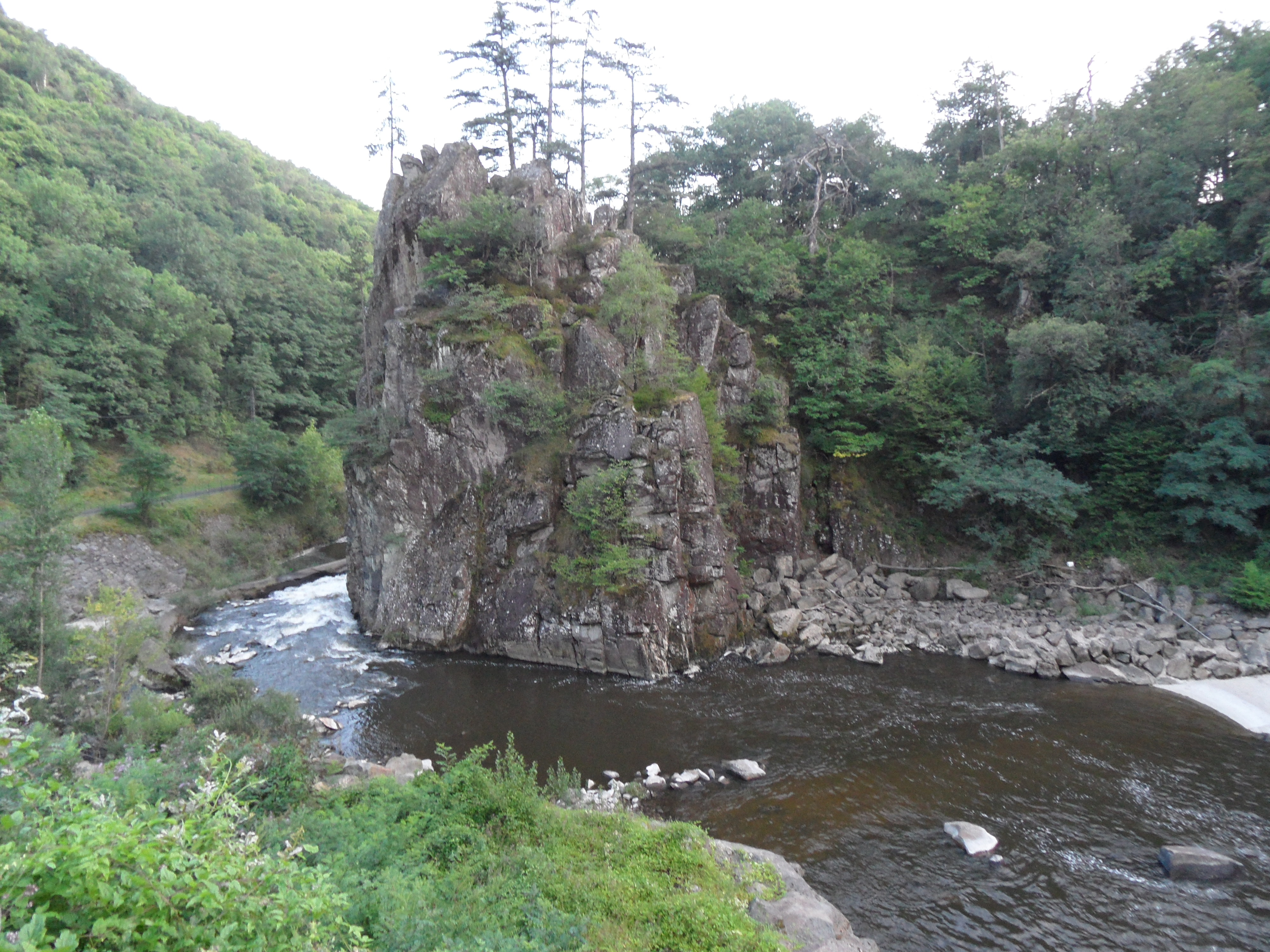
Rocher le Saut du Saumon
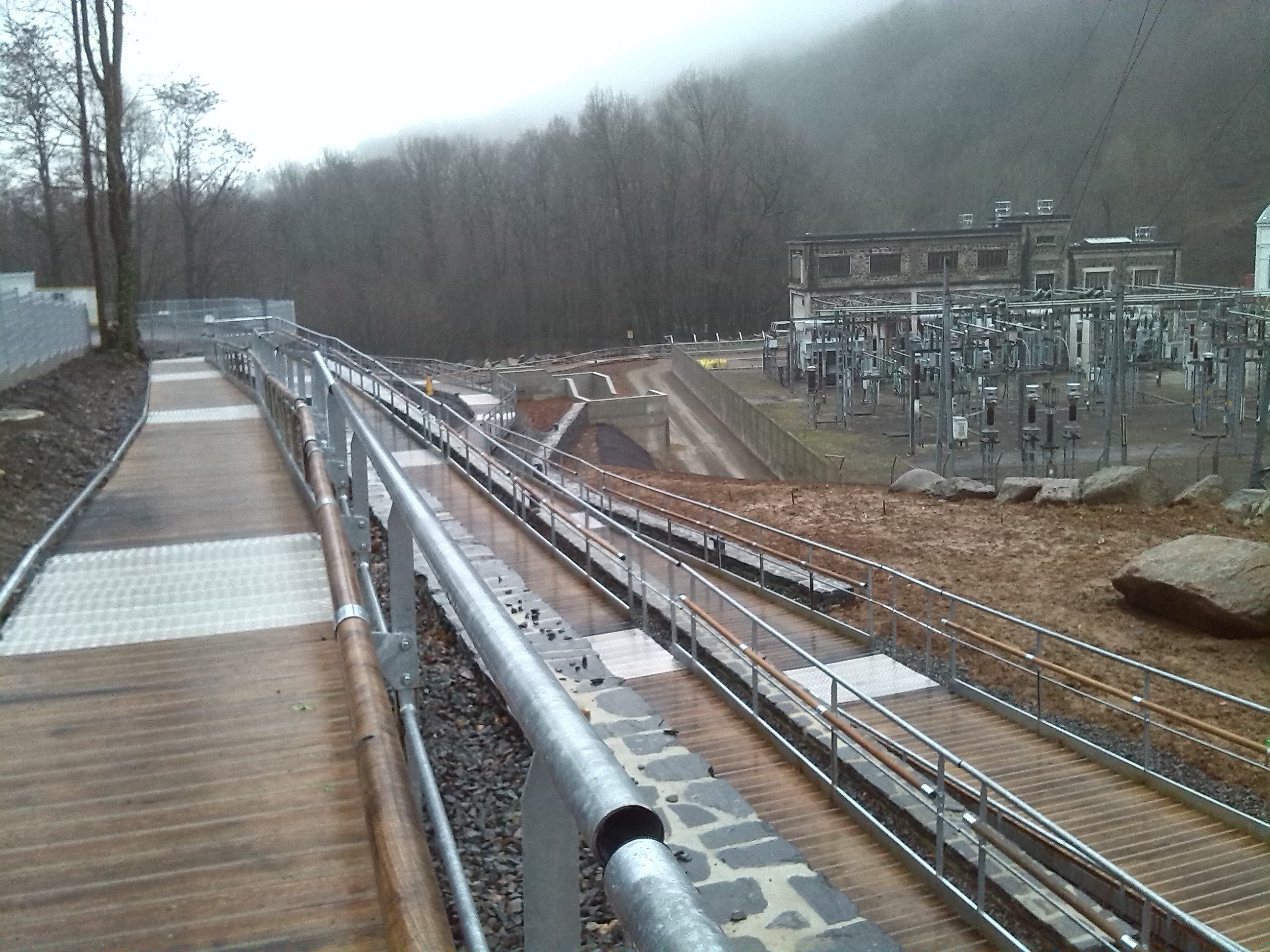
Passerelle reliant les berges de la Vézère